# Frühchristliche Baukunst

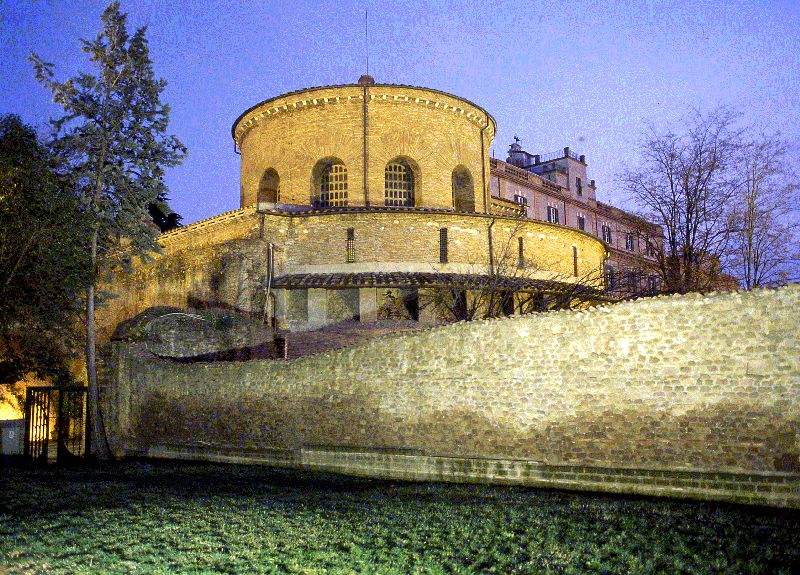
Constantina-Mausoleum, Rom um 337

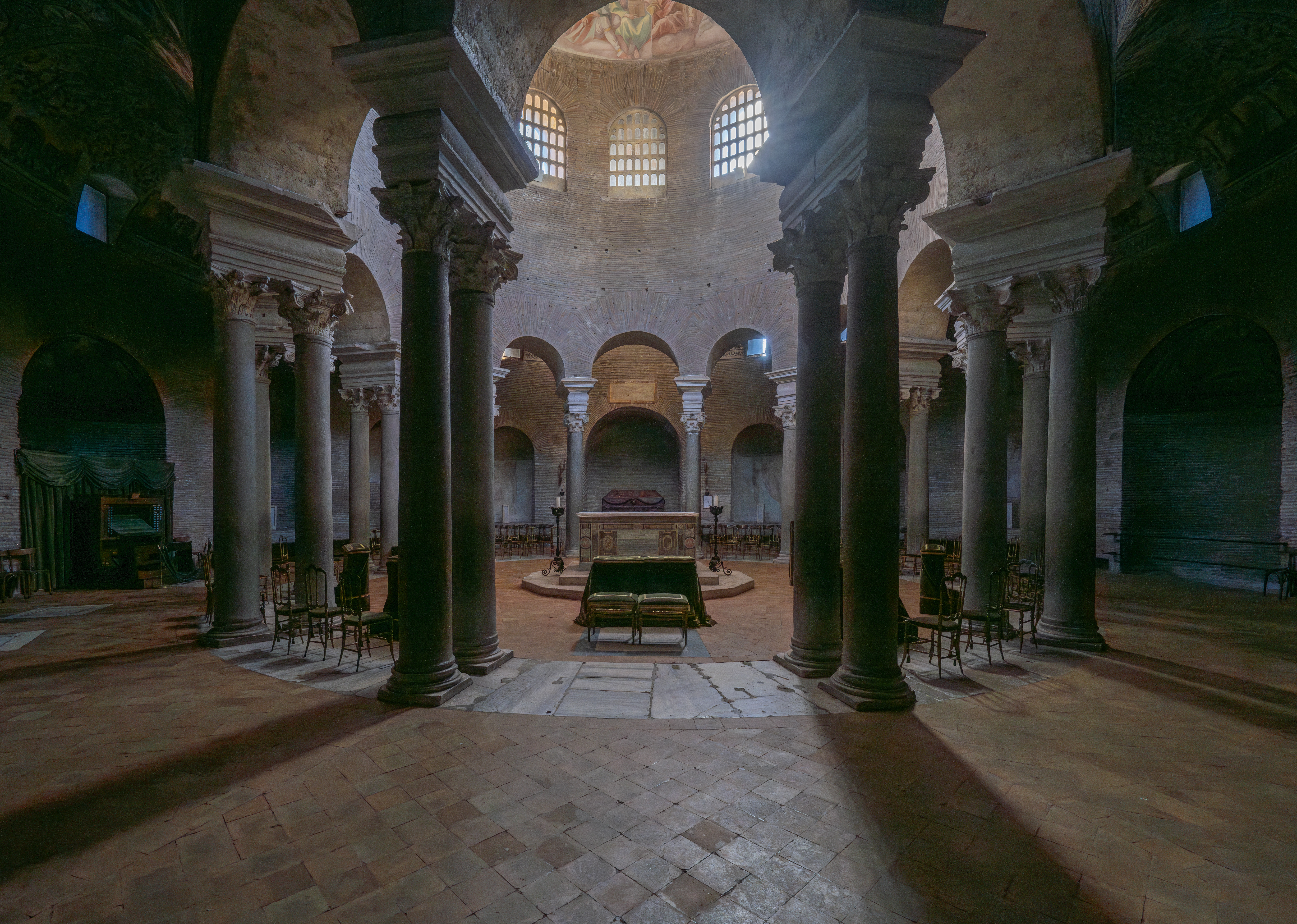
Constantina-Mausoleum, Innenraum

Die Epoche der frühchristlichen Baukunst beginnt mit den im 3. Jahrhundert errichteten Sakralbauten und schließt mit dem Ende der Antike, also im 7. Jahrhundert. Bauten aus dieser Zeit haben sich überwiegend im Mittelmeerraum erhalten, sind aber häufig in den folgenden Architekturepochen erneuert oder erheblich verändert worden.

## Anfänge des frühchristlichen Kirchenbaus
In den ersten beiden Jahrhunderten n. Chr. waren Kirchengebäude nicht erforderlich. Wegen der geringen Größe der christlichen Gemeinden bestand kein Bedarf an eigens zu diesem Zweck errichteten Gottesdiensträumen. Außerdem verfügten die Gemeinden noch über keinen juristischen Status, der ihnen den Erwerb von Grundstücken oder Gebäuden rechtlich ermöglicht hätte. Nach den überlieferten schriftlichen Zeugnissen fanden die Gottesdienste in den Privathäusern von Gemeindemitgliedern statt. („(Sie) brachen in ihren Häusern das Brot und hielten miteinander Mahl“ Apg 2,46, ähnlich auch Apg 20,7, Röm 16,5 und Kol 4,15).
Ein weiterer Grund für das Fehlen von Kirchengebäuden in den ersten beiden Jahrhunderten ist im christlichen Gottesbild zu suchen, das sich deutlich von den damaligen Vorstellungen anderer Religionen unterschied. So waren für die heidnischen Einwohner Roms die Götter in den Standbildern persönlich anwesend, was dem Tempel eine derartige Heiligkeit verlieh, dass nur die zugehörigen Priester diesen sakralen Bereich betreten durften; der Gottesdienst, der in der Regel aus der Präsentation von Opfergaben bestand, fand deshalb vor dem Tempel im Freien statt.
Die Vorstellung, dass die Gottheit dauerhaft in ihren Versammlungsräumen präsent ist, war den frühen Christen zunächst fremd und eine festgelegte Architekturform folglich nicht erforderlich. Einer der ältesten erhaltenen Gottesdiensträume, die Hauskirche von Dura Europos (um 232) am Euphrat, zeigt, dass die frühen Christen eher praktisch vorgingen, sobald als Folge des Anwachsens der Gemeinden größere Versammlungsräume erforderlich wurden: Sie bauten ein bis dahin als Wohnhaus genutztes Gebäude um, indem sie Wände entfernten und Einbauten vornahmen; fast hundert Jahre später geschah das in Qirqbize (Nordsyrien) auf die gleiche Weise. Am Beispiel von Dura Europos ist zu erkennen, dass bereits in dieser Frühzeit die Räume mit christlichen Emblemen und biblischen Darstellungen an den Wänden geschmückt waren.

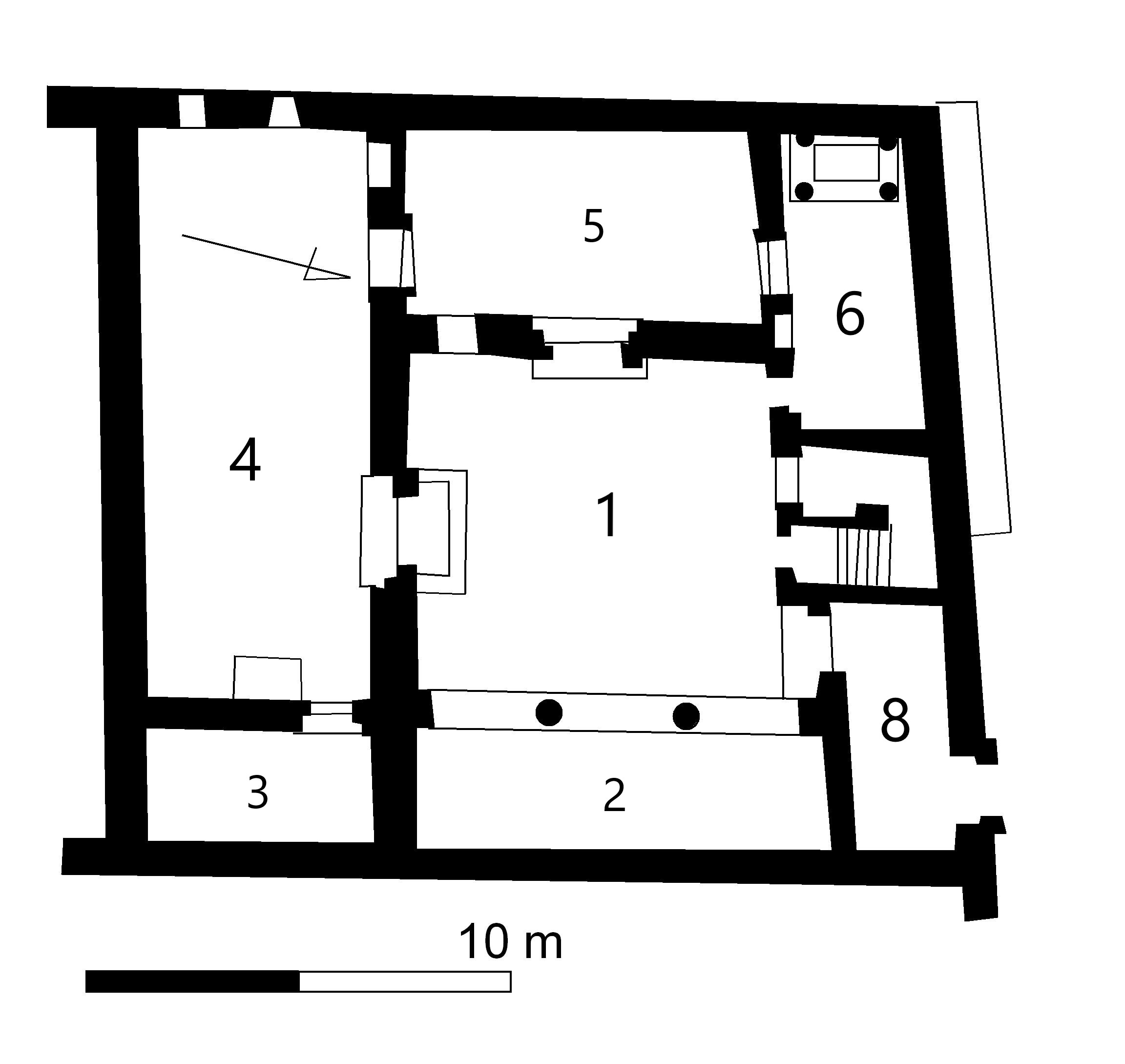
Plan der christlichen Hauskirche des 3. Jh. in Dura Europos
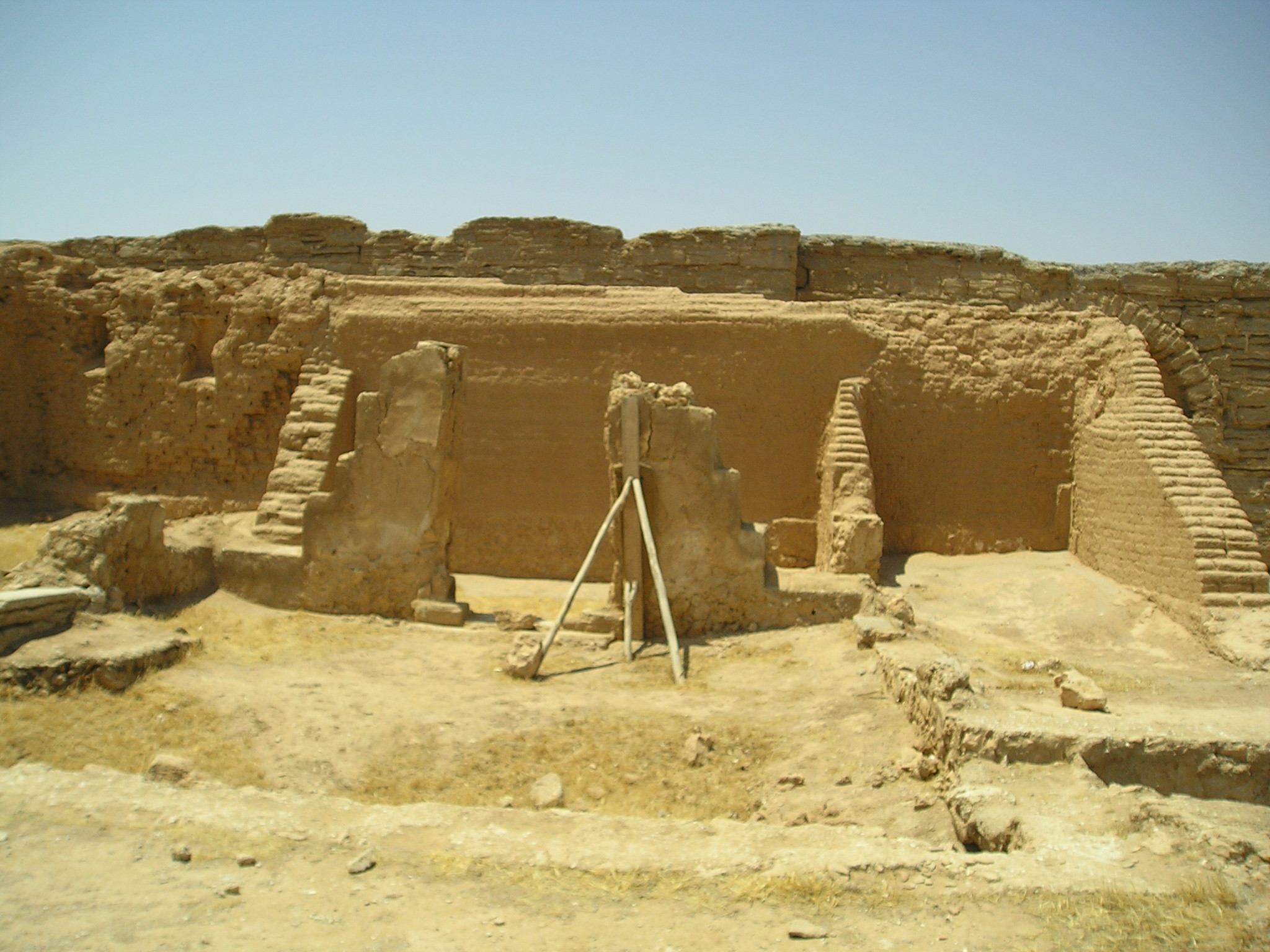
Ruinen der christlichen Hauskirche des 3. Jh. in Dura Europos
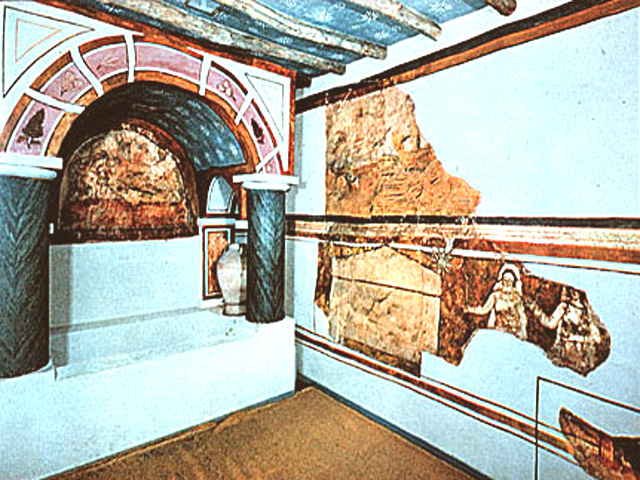
Rekonstruktion des Baptisteriums, Yale University
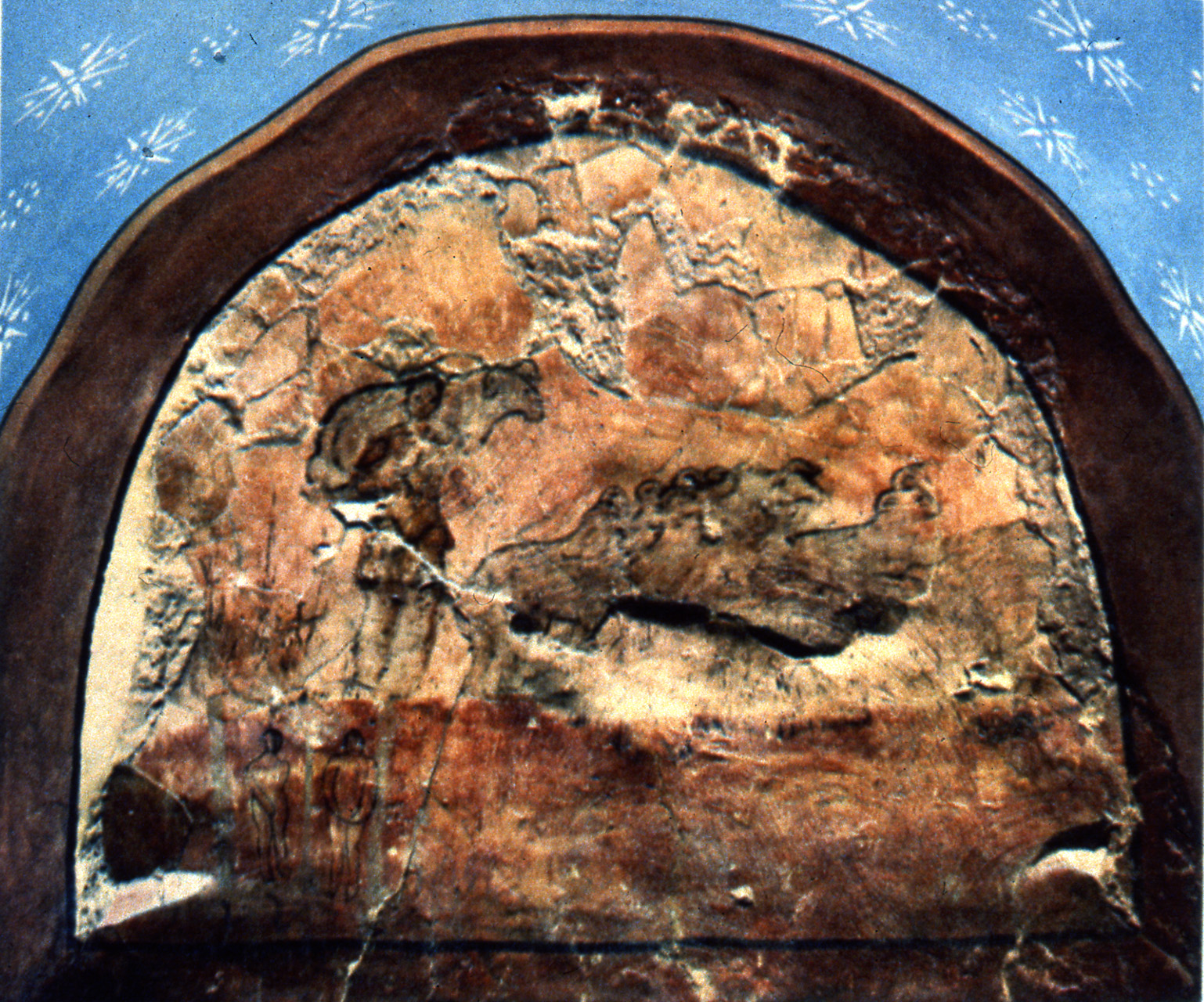
Wandgemälde des Guten Hirten, Dura Europos
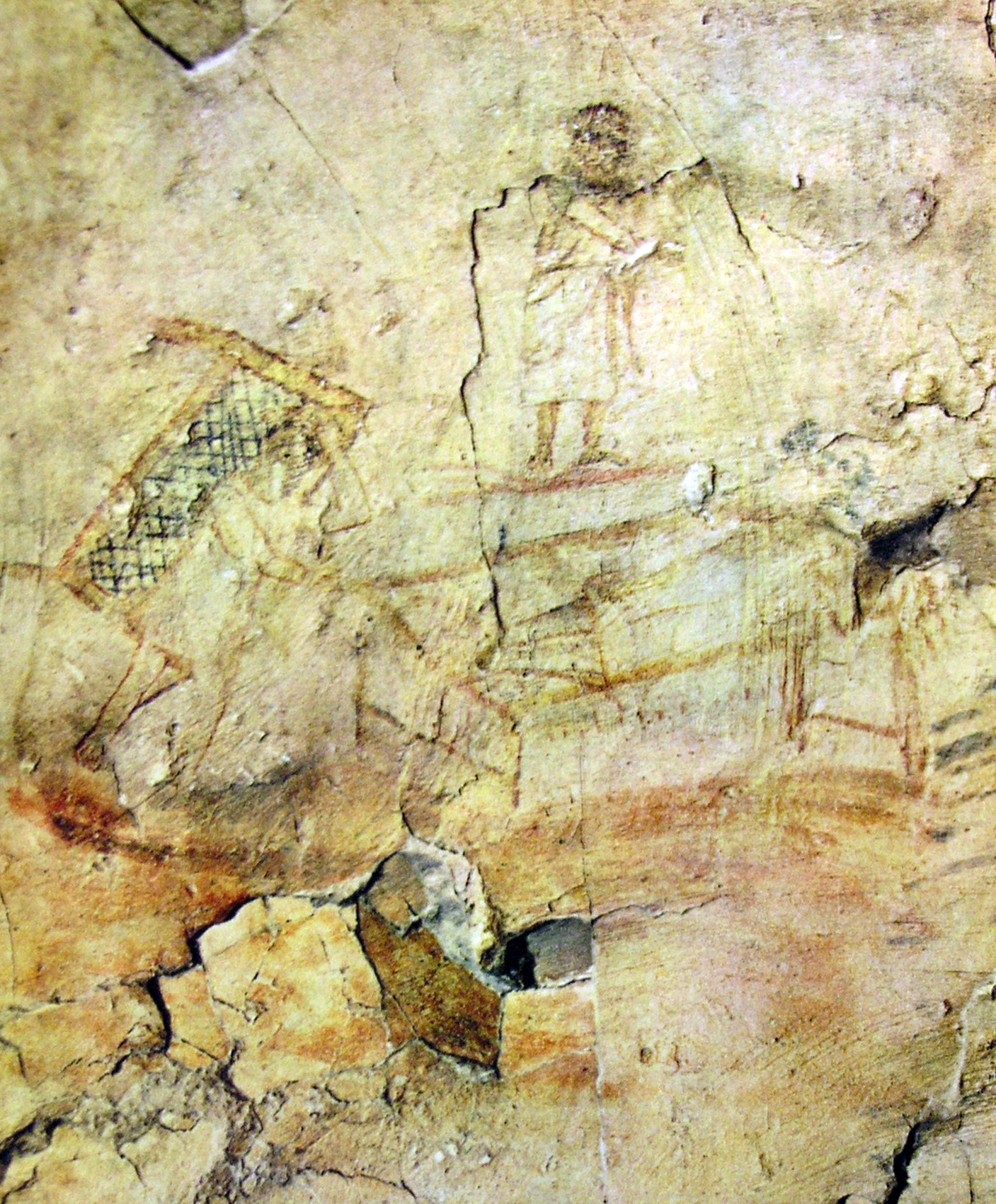
Heilung des Gelähmten, Dura Europos
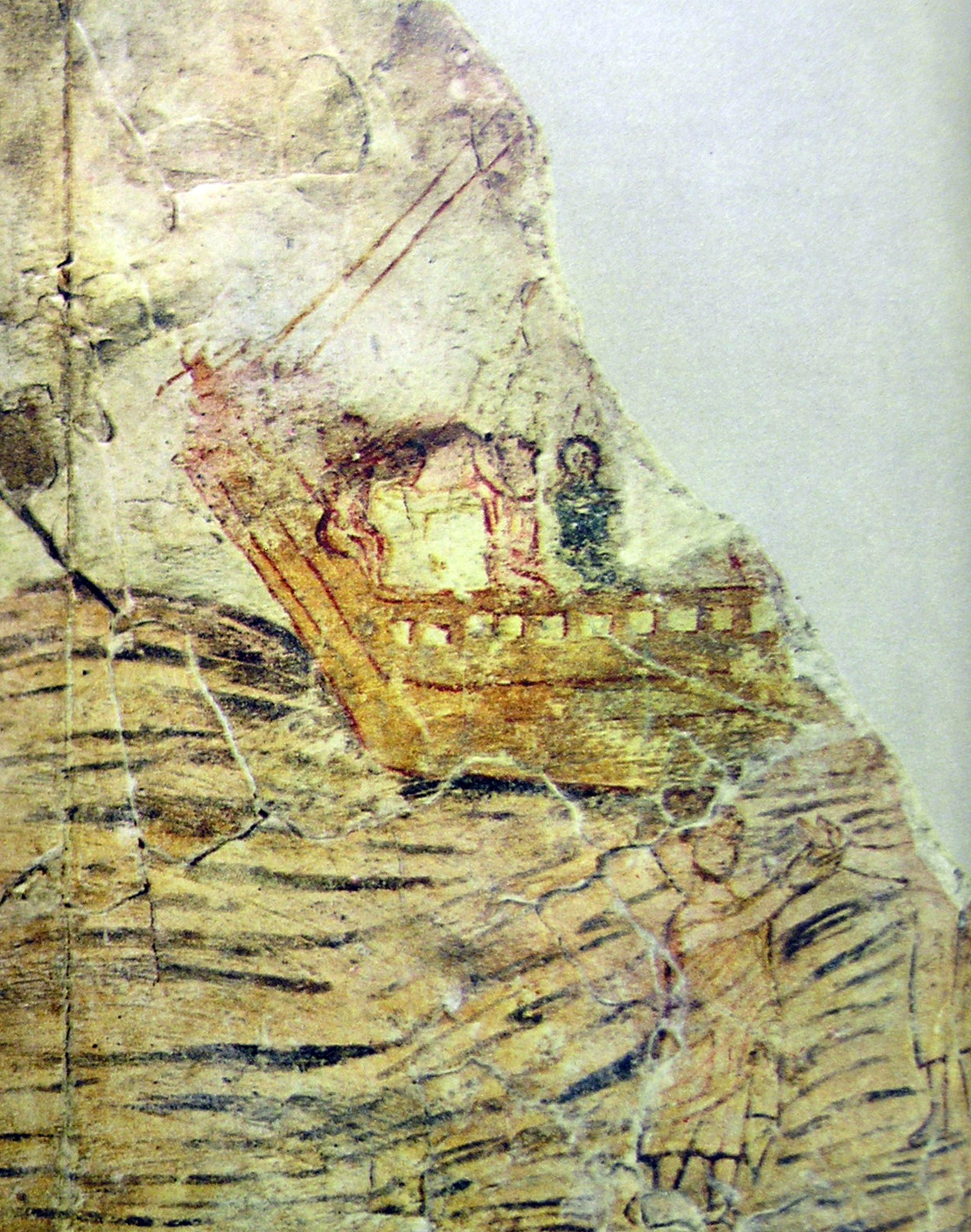
Jesus und Petrus gehen über den See, Dura Europos
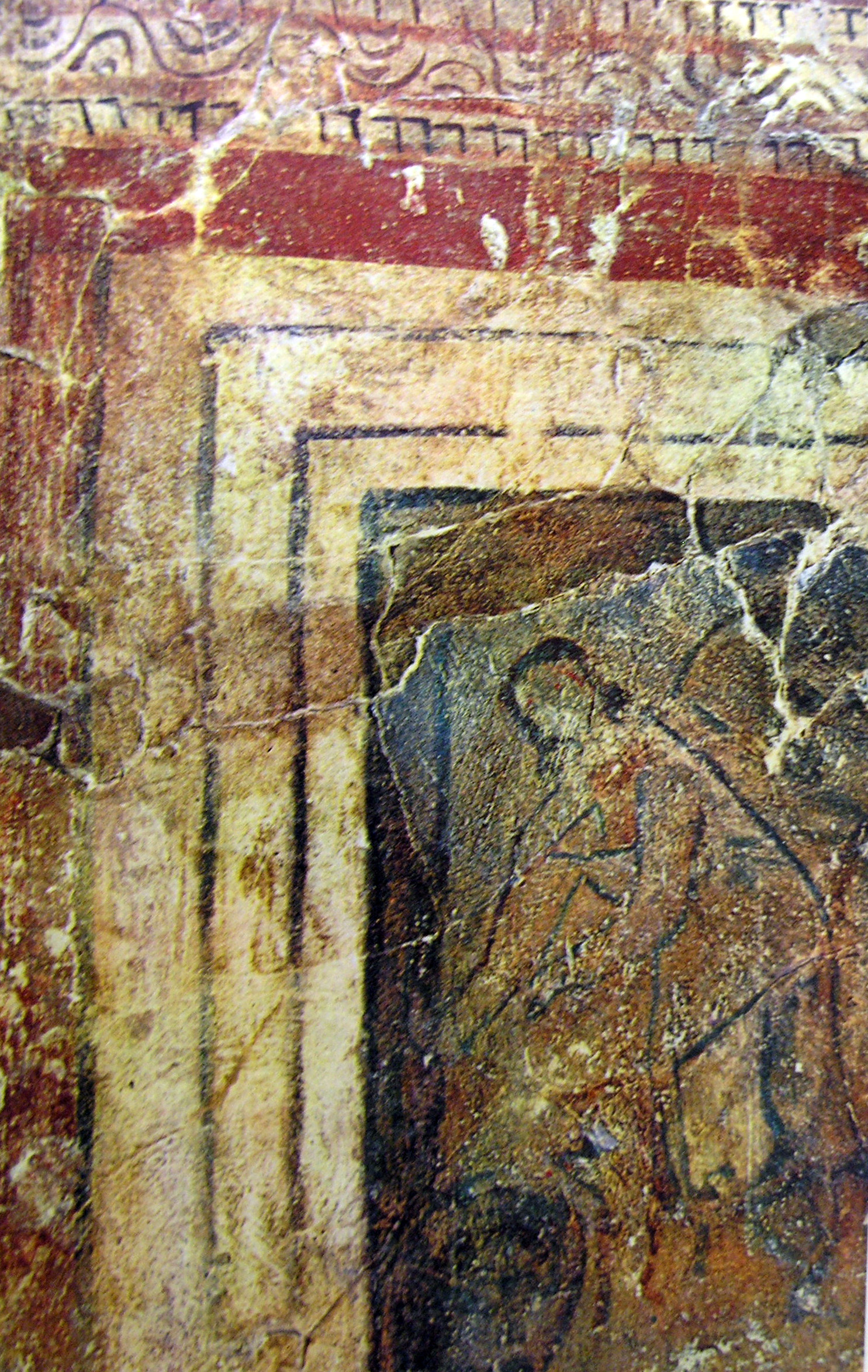
Samariterin am Brunnen, Baptisterium in Dura Europos

Auch in den frühchristlichen Katakomben – vor allem in Rom – gab es im 2. und 3. Jahrhundert zunächst nur spärliche Grabdekorationen, wenige Inschriften und noch keine Ausmalungen; in der Folgezeit wurden die Flächen zwischen den Nischengräbern in den langen unterirdischen Gängen sowie die Wände und Deckengewölbe der Grabkammern mit Wandmalerei geschmückt.
Die Anfang des 3. Jahrhunderts entstehenden Hauskirchen bezeichnete man als „Haus Gottes“ (domus Dei, griech. οίκος του Θεού) oder „Haus der Gemeinde“ (domus ecclesiae = οίκος εκκλησίας) oder „Haus des Herrn“ (dominicum = κυριακόν) oder „Gotteshaus“ (βασιλικός οίκος), woraus der lateinische Ausdruck basilica entstanden ist. In Rom konnten alte Hauskirchen archäologisch nicht nachgewiesen werden, weder unter den Grundmauern der im 4. und 5. Jahrhundert gegründeten ersten Titelkirchen noch an anderen Orten im Stadtgebiet, obwohl sich aus den Quellen ergibt, dass im 3. Jahrhundert bereits derartige Versammlungsräume in Privathäusern bestanden haben. Allerdings konnte bei einigen römischen Kirchenbauten archäologisch belegt werden, dass sie auf Hauskirchen zurückgehen; das gilt insbesondere für SS. Giovanni e Paolo. Die Archäologen unterscheiden dabei aber zwischen den Privathäusern mit christlichen Emblemen oder mit einer Hauskapelle und den eigentlichen Hauskirchen, die einen sakralen Versammlungsraum (ecclesia) darstellen. Bereits gegen Ende des 3. Jahrhunderts waren in Rom durch den Umbau von Hauskirchen oder auf deren Fundamenten eigene Kultgebäude als reine Zweckbauten entstanden, die bis heute als Titelkirche eine große Bedeutung in der Christenheit haben. Die meisten dieser frühen Sakralbauten wurden aber bereits während der Verfolgungszeit um 303 wieder zerstört.
Die Hauskirchen hatten sich von reinen Versammlungsräumen nach und nach zu heiligen Orten gewandelt. Zeuge für diesen Wandel ist unter anderem der griechische Schriftsteller Origenes († 254), der den Gemeindemitgliedern empfahl, in der Kirche zu beten, da hier die Kraft des Herrn besonders spürbar sei. Vom 3. Jahrhundert an wurden eigens für gottesdienstliche Versammlungen bestimmte Gebäude errichtet. Hinweise finden sich bei christlichen Schriftstellern, aber auch in Beschlagnahmungsprotokollen während der Christenverfolgungen. So schreibt der frühchristliche Schriftsteller Tertullian († nach 220), dass die Versammlungsorte der Christen „hochaufragende Bauten“ seien. Der heidnische Philosoph Porphyrios († vor 305) beklagt in seiner Schrift „Gegen die Christen“, dass diese gewaltige Häuser für ihre Gottesdienste bauten, obwohl sie doch in ihren eigenen Häusern beten könnten und Gott – der christlichen Lehre gemäß – diese Gebete auch dort erhören würde. Kaiser Diokletian († um 312) war über die Größe einer christlichen Kirche, die er vom Palast in seiner neuen Residenzstadt Nikomedia aus sehen konnte, derart empört, dass er sie als Auftakt seiner Christenverfolgungen zerstören ließ. Diese erste Phase des frühchristlichen Kirchenbaus endete mit der Christenverfolgung unter Diokletian, bei der reichsweit Gottesdiensträume zerstört oder konfisziert wurden.
In einer um 210 in Rom entstandenen Kirchenordnung (ἀποστολικὴ παράδοσις = Traditio Apostolica) waren noch keine besonderen architektonischen Merkmale für einen christlichen Sakralbau festgelegt; es gab noch keinen festen Platz für den Altar und noch kein Presbyterium. Um 230 begann der römische Bischof Fabianus (236–250) damit, eine kirchliche Territorialverwaltung einzurichten. Er unterteilte die Stadt zunächst in sieben Bezirke mit je einem eigenen Diakon, der in seinem Bezirk die liturgischen, katechetischen und karitativen Aufgaben wahrzunehmen hatte und der auch für das Bestattungswesen zuständig war. In Rom war bis zur Mitte des 4. Jahrhunderts offizielle Liturgiesprache das Griechische; die lateinische Sprache begann sich ab Mitte des 3. Jahrhunderts zu verbreiten.
Eine weitere Kirchenordnung vom Ende des 4. Jahrhunderts (διδαχὴ τῶν ἀποστόλων = Apostolische Konstitutionen) enthält einen besonderen Abschnitt über die „Verrichtungen des Klerus und der Laien beim Gottesdienst“ und über das „Haus der Versammlung“. Dieses Haus soll ein nach Osten gerichteter Längsbau mit seitlichen Pastophorien sein, einem Schiff vergleichbar, mit Bischofsthron (καθέδρα) und Priestersitzen in der Mitte (Presbyterium) sowie Stehplätzen für die Diakone, die „den Matrosen gleichen“ und die für eine getrennte Sitzordnung von Männer, Frauen und Kindern zu sorgen haben. „Von einem erhöhten Ort in der Mitte der Kirche“ wird aus den Schriften des Alten Testaments und des Neuen Testaments gelesen. Die Türen sollen bewacht werden, „damit kein Ungläubiger und kein Ungetaufter eintrete“.

## Kirchenbauten nach der konstantinischen Wende (313 n. Chr.)
Nach Anerkennung des Christentums (311) und Gewährung der völligen Religionsfreiheit (313) begann ein großer Zulauf zu den christlichen Gemeinden. Die während der voraufgehenden Verfolgungszeiten konfiszierten Güter der Kirche wurden zurückgegeben, so dass die Kirchenbauten unter Kaiser Konstantin der Große († 337) mit staatlicher Hilfe größer und prachtvoller neu errichtet oder wieder aufgebaut werden konnten.
Es folgten die Kirchenstiftungen Konstantins und seiner Familie, vor allem in Rom, Ostia, Jerusalem, Bethlehem und Trier (als zeitweiliger Kaiserresidenz Augusta Treverorum), aber auch in Byzanz, Kleinasien und Afrika; man spricht von einer programmatischen imperialen Bautätigkeit im Dienst der christlichen Kirche. Diese Kultbauten, die das neu gewonnene Selbstbewusstsein der Christen sichtbar zum Ausdruck bringen sollten, fielen von außen nur durch ihre Größe auf; die Außenmauern bestanden aus Ziegelmauerwerk (opus latericium) ohne schmückenden Plattenbelag oder Verkleidung mit behauenen Steinen. Dagegen waren sie im Innern mit kaiserlicher Pracht ausgestattet. Wortgottesdienst und das christliche Gedächtnismahl erhielten auf diese Weise zugleich den Charakter von öffentlichen Staatsakten. Der neue Rahmen verlieh der christlichen Feier nach neuer Liturgie zugleich kaiserlichen Glanz und war auch Ausdruck der kaiserlichen Macht.

### Architektonische Grundformen
Im Verlauf des 4. Jahrhunderts haben sich die bis heute vorbildhaften architektonischen Grundformen christlicher Sakralbauten entwickelt, begünstigt durch den richtungweisenden Einfluss der neuen Religionspolitik Kaiser Konstantins. Wichtige Voraussetzungen waren außer dem kaiserlichen Hofzeremoniell und der bisher gebräuchlichen antiken Bauformen auch die von den römischen Bischöfen und ihren Beratern an die Bauherren übermittelten Ideen und Vorschläge für die Gestaltung der christlichen Liturgie.
Die planenden Baumeister waren zunächst die gleichen, die bisher für die kaiserlichen Bauten zuständig gewesen sind.
Ein gutes Beispiel für die damals zur Verfügung stehenden architektonischen Formen bietet der von Kaiser Diokletian in der Nähe seines dalmatinischen Geburtsortes zwischen 295 und 305 errichtete Kaiserpalast in Spalato (Split). Dort entstanden außer den kaiserlichen Repräsentationsräumen und der Palastaula auch vier Tempelbauten, bei denen bereits die wichtigsten architektonischen Grundformen für die frühchristlichen Sakralbauten vorhanden sind, z. B. der einfache Rechtecktempel mit Vorhalle, die beiden säulenumstandenen Tempel der Venus (sechseckig) und der Kybele (rund) sowie das dem Jupiter geweihte Mausoleum Diokletians als Oktogon mit Vorhalle und Säulenumgang innerhalb eines rechteckigen Hofes, das südöstlich des decumanus lag. Als Vorbild diente auch die Palastaula mit Apsis (Apsidensaal) und die darunter liegende „Keller“-Halle, in der auf beiden Seiten je drei Pfeiler ein Kreuztonnengewölbe tragen, eine Vorform der dreischiffigen Basilika christlicher Prägung. Innerhalb der Gesamtanlage wurden Cardo (Nord-Süd-Achse) und Decumanus (Ost-West-Achse) von Säulengängen gesäumt, die als Vorformen für das Atrium einer frühchristlichen Basilika aufgefasst werden können.

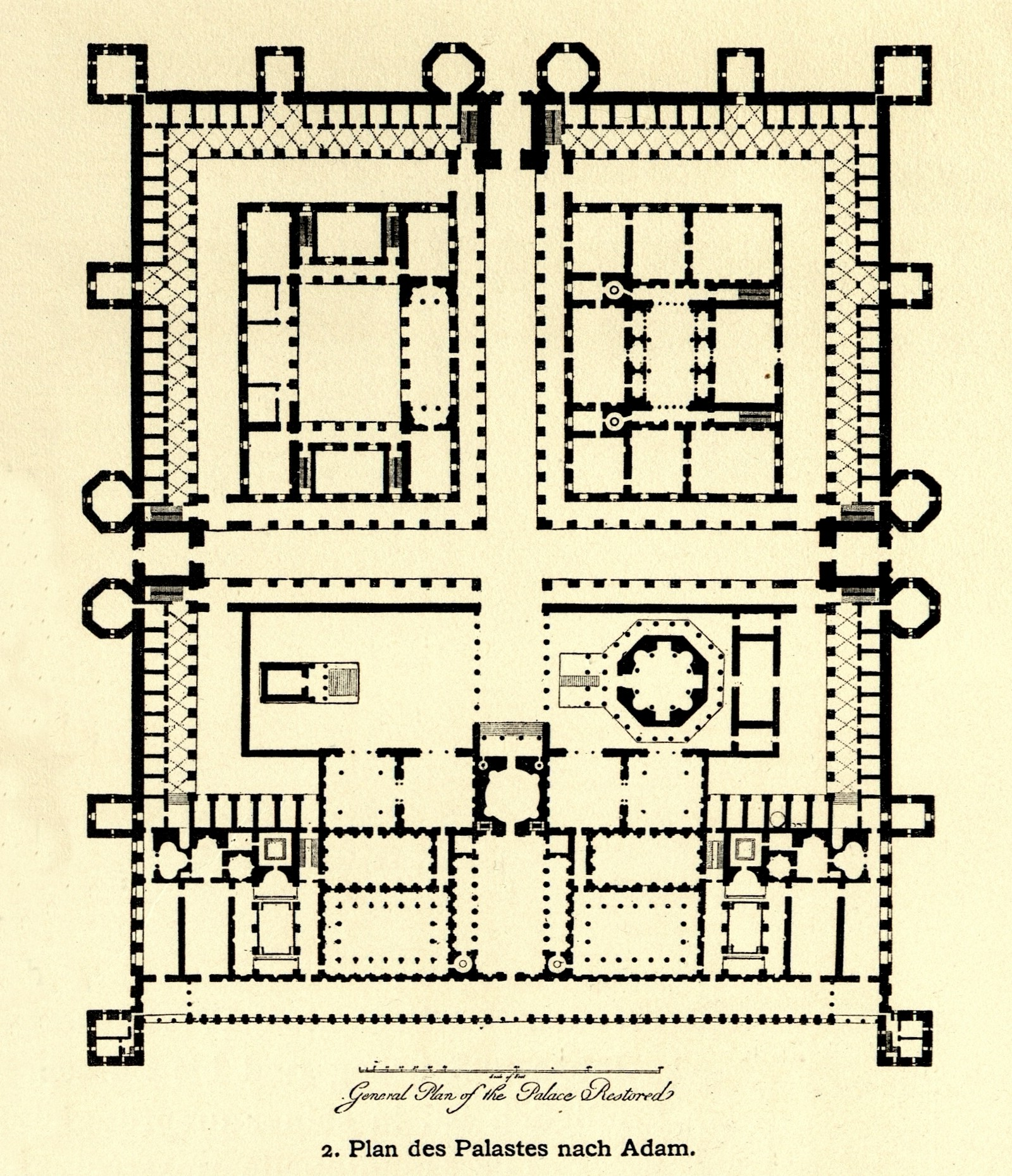
Grundriss des Diokletians-Palastes in Split
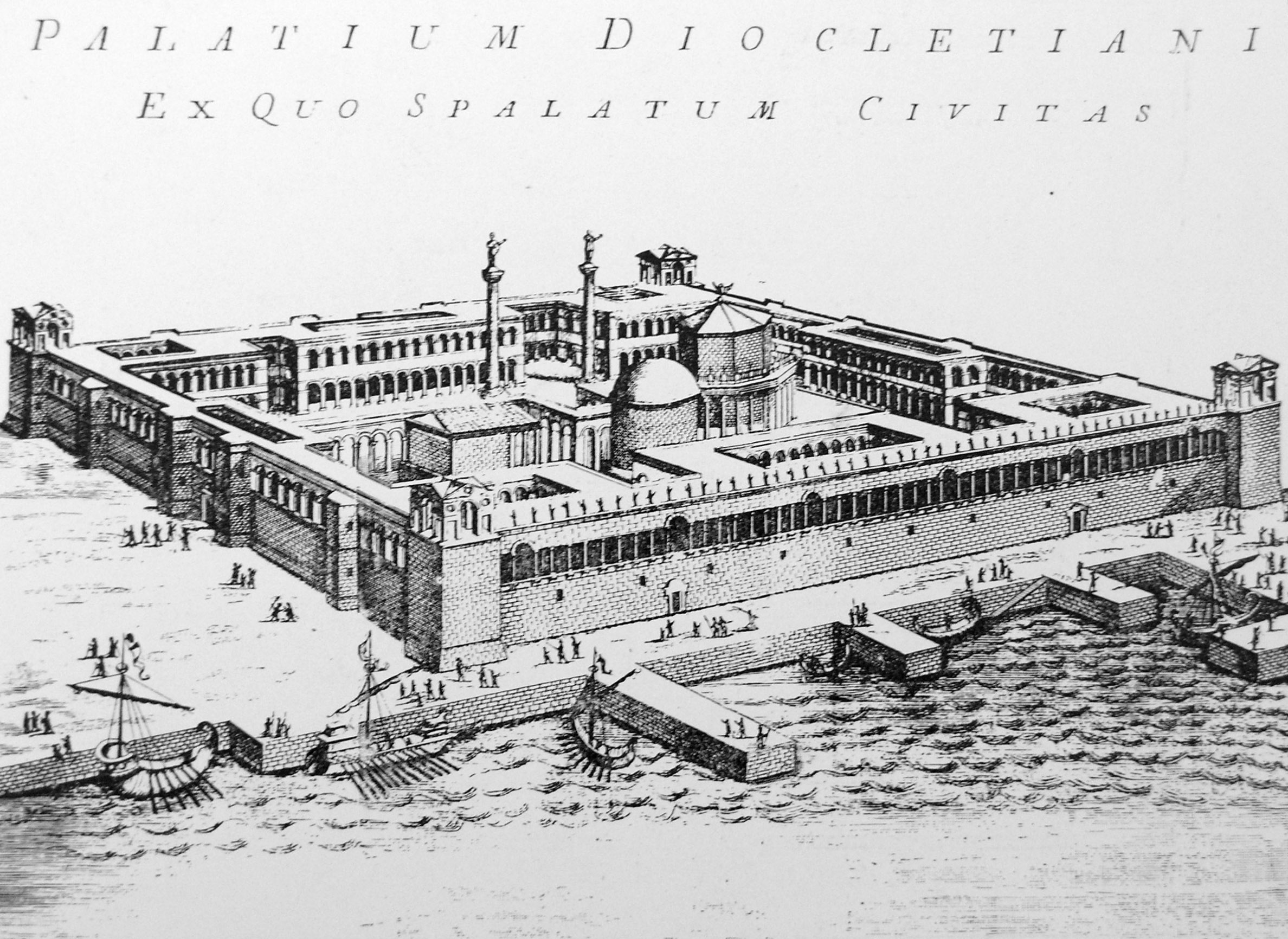
Rekonstruktionszeichnung des Diokletians-Palastes in Split
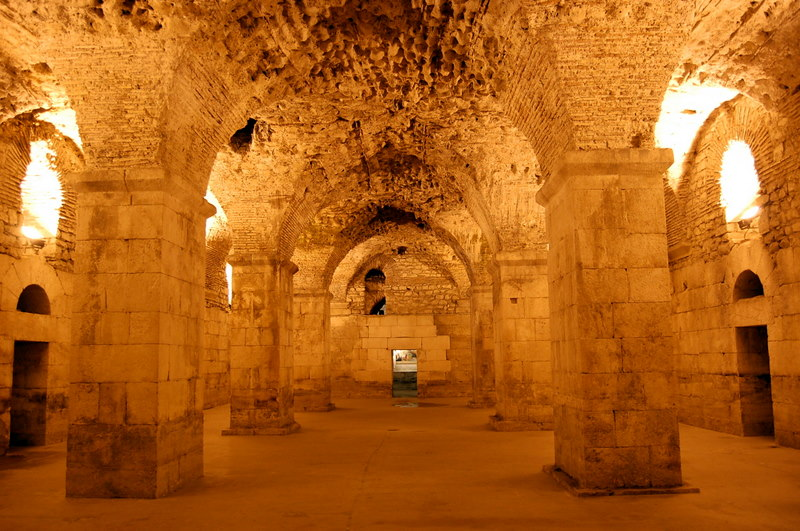
Dreischiffiges Kellergewölbe im Diokletians-Palast
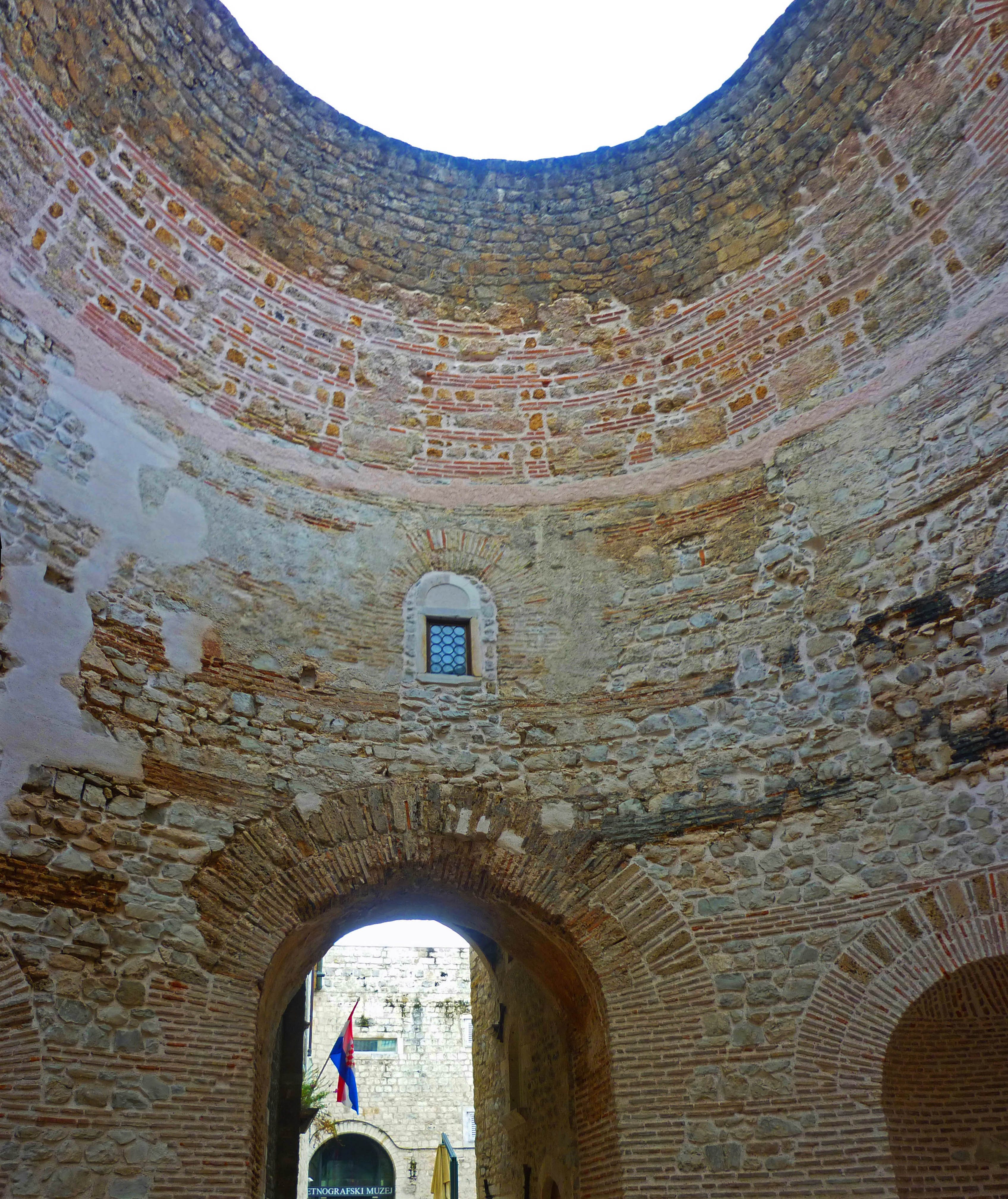
Vestibül des Diokletian-Palastes
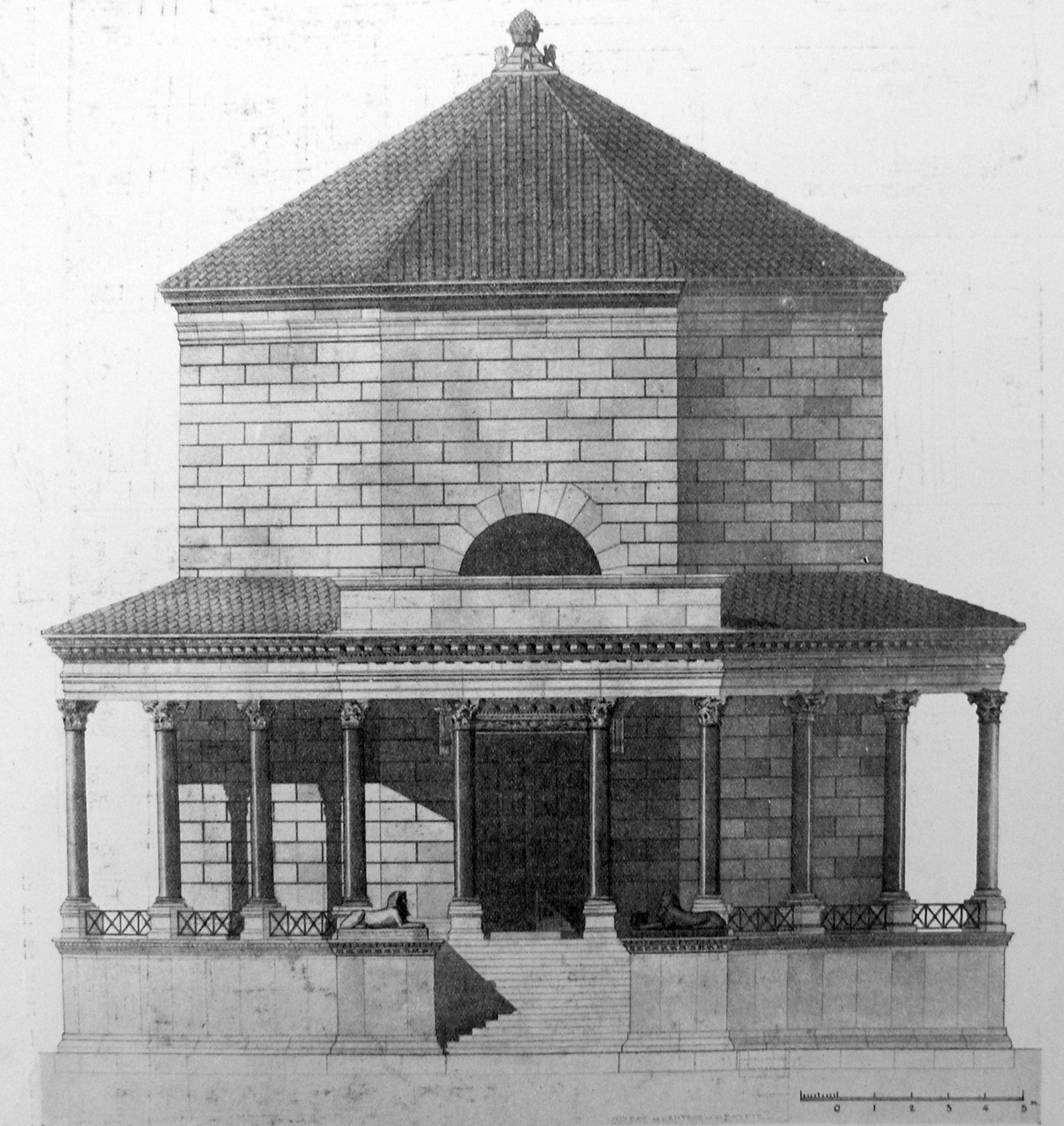
Rekonstruktion des Diokletian-Mausoleums
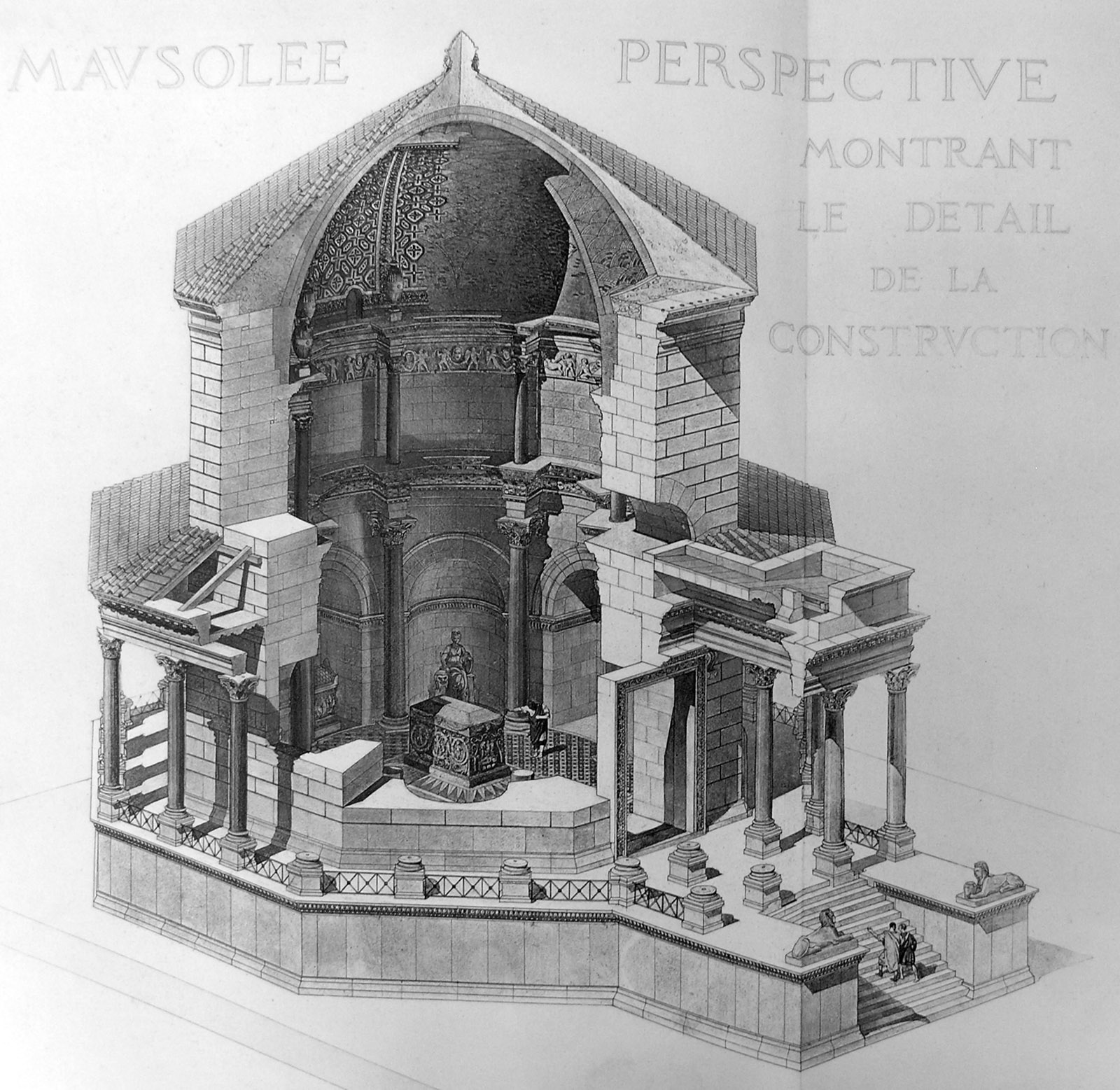
Rekonstruktion des Diokletian-Mausoleums
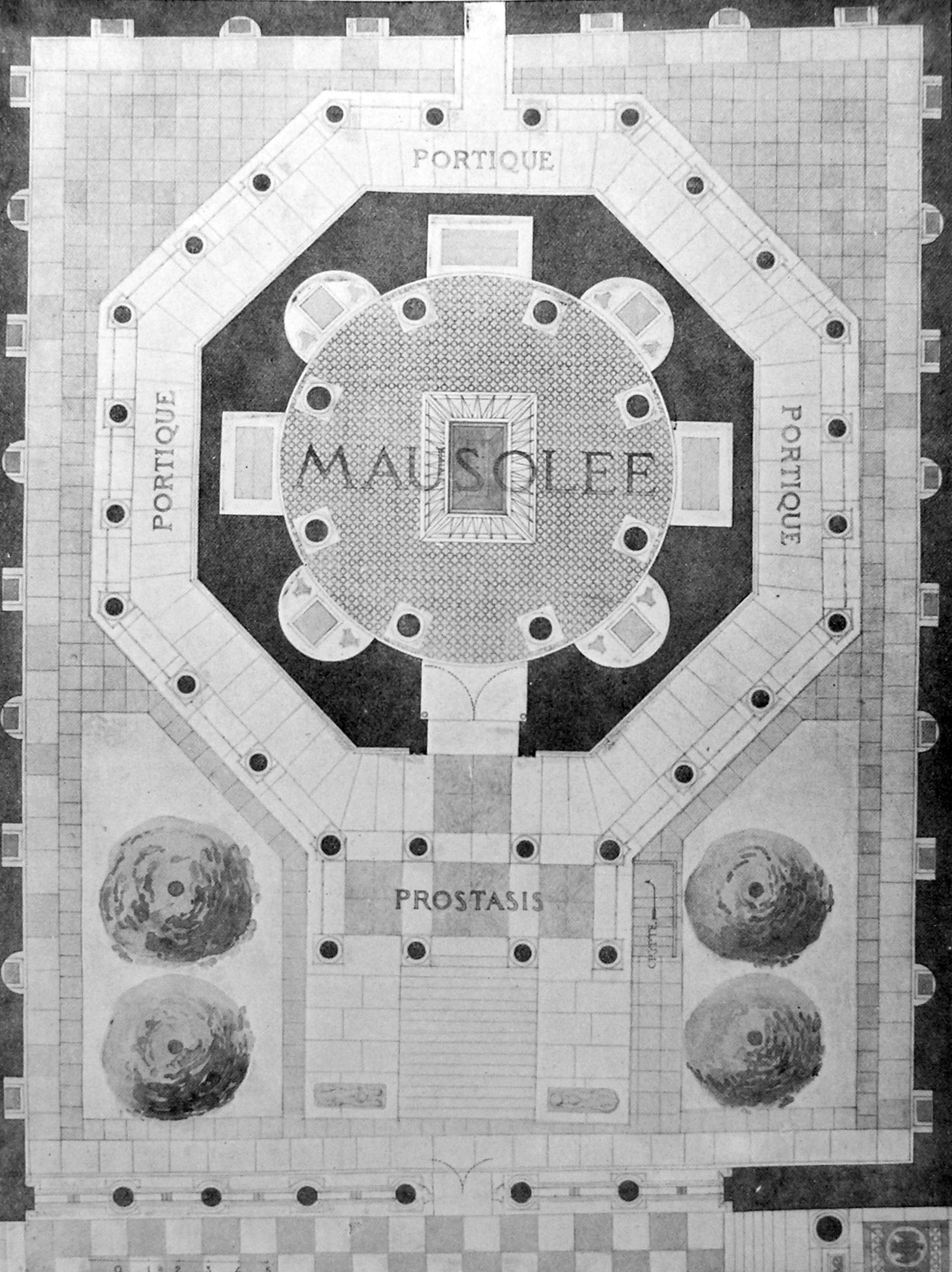
Plan des Diokletian-Mausoleums
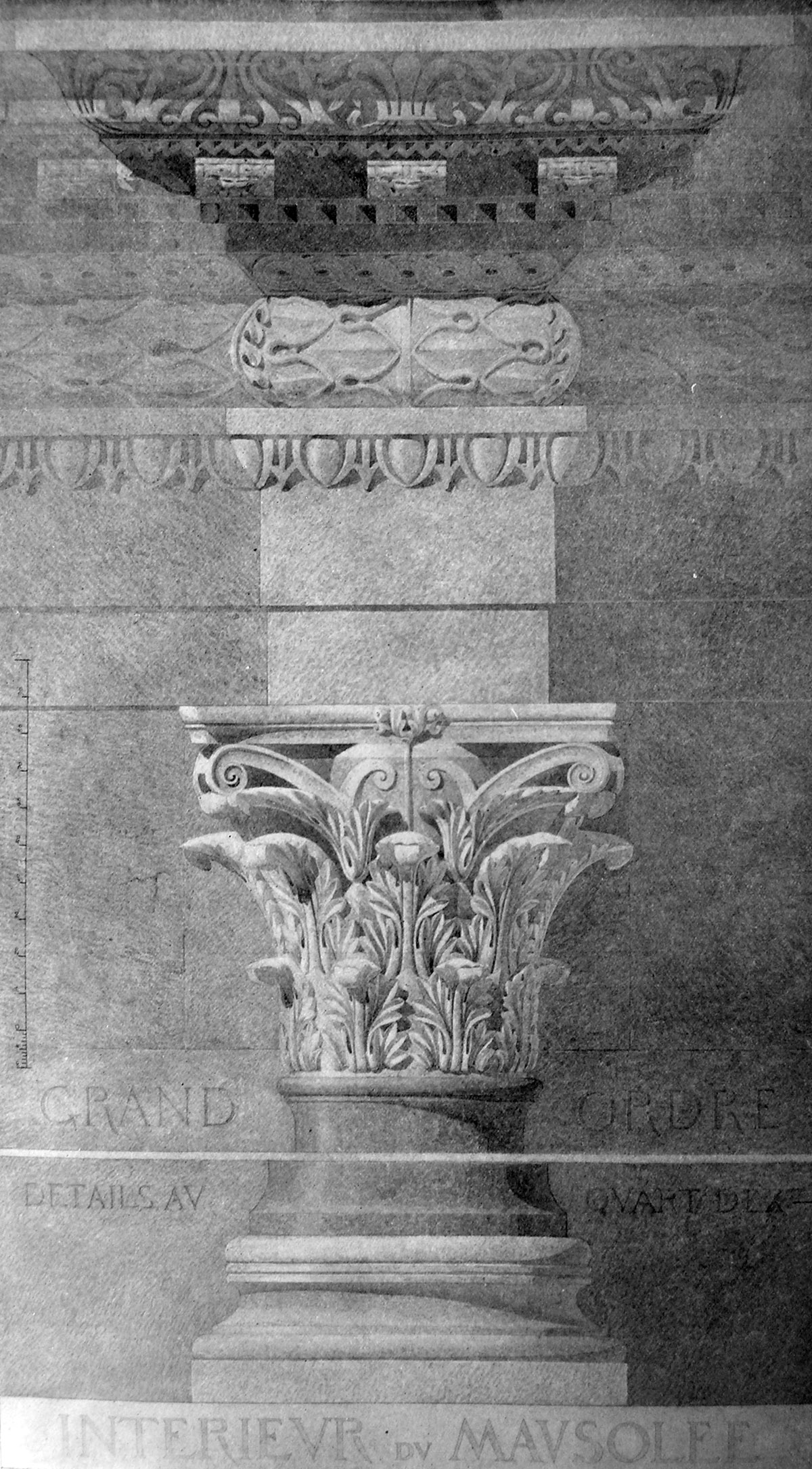
Kapitell und Schmuckformen aus dem Mausoleum

Bei den neuen christlichen Sakralbauten wurde bewusst vermieden, die Bauweise der römischen Göttertempel aufzugreifen, weil diese zu wenig Platz boten und vor allem weil die Christen der Spätantike nicht die Typen und Formen paganer Kultbauten übernehmen wollten. In der Tat gibt es nur eine Handvoll Tempel, die zu Kirchen umgebaut worden sind (so z. B. die Kirche Santa Maria sopra Minerva in Assisi oder der Tempel des Antoninus Pius und der Faustina in Rom). Vielmehr wurden die nicht mehr benötigten und nun leer stehenden Tempel als „Steinbruch“ verwendet: Säulen, Kapitelle und Wandverkleidungen wurden herausgebrochen und in den Kirchen einer neuen Verwendung zugeführt.
Stattdessen entschieden sie sich für den Bautypus der römischen Basilika; denn diese war nicht für den heidnischen Götterkult konzipiert und konnte den örtlichen Verhältnissen gut angepasst werden. Die römische Basilika war ein weltlicher Kultbau oder Palast, der als Gerichts-, Markt- oder Versammlungshalle verwendet wurde. Er bestand aus einer durch Stützenreihen unterteilten geräumigen Halle, die zunächst nicht als Richtungsbau ausgestaltet war, die dann aber immer häufiger auf eine architektonisch hervorgehobene Apsis ausgerichtet wurde, in der meistens ein Thronsessel oder ein Kultbild stand. Die neue Bauform der christlichen Basilika sollte der „erfolgreichste Sakralbautypus der abendländischen Architekturgeschichte“ werden.

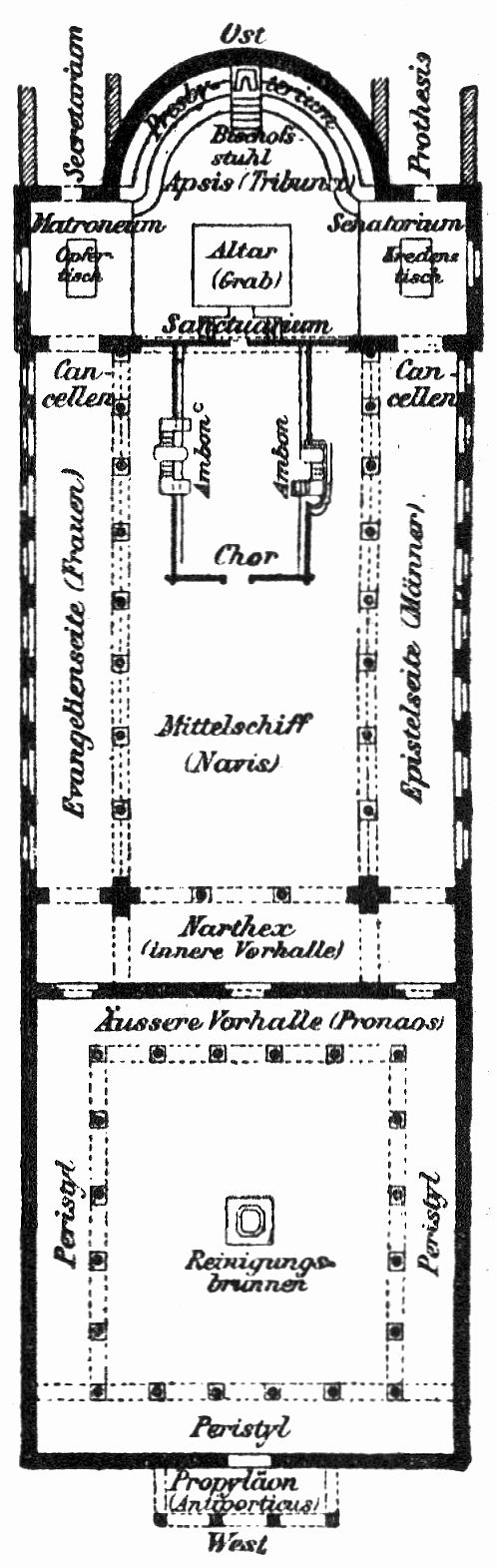
Grundriss einer frühchristlichen Basilika mit Vorhof und Reinigungsbrunnen

Die christliche Basilika kann beschrieben werden als Längsbau mit überhöhtem Mittelschiff und zwei (oder vier) flankierenden Seitenschiffen, bei denen Pfeiler oder Säulen mit Architravbalken oder Arkadenbögen den Obergaden trugen. Die Seitenschiffe lehnten sich mit Pultdächern an das breitere und höhere Mittelschiff an, das durch Fenster im Obergaden erhellt wurde. Die großen Fenster im Mittelschiff waren meist aus mehreren kleinen, geometrisch geformten Glasscheiben zusammengesetzt, aber auch Alabaster wurde verwendet; in den Seitenschiffen gab es nur kleine Fenster. Das Mittelschiff hatte ein Giebeldach entweder mit offenem Dachstuhl oder einer Flachdecke.

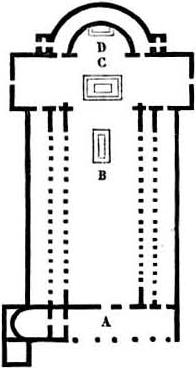
Plan der Basilika San Giovanni in Laterano
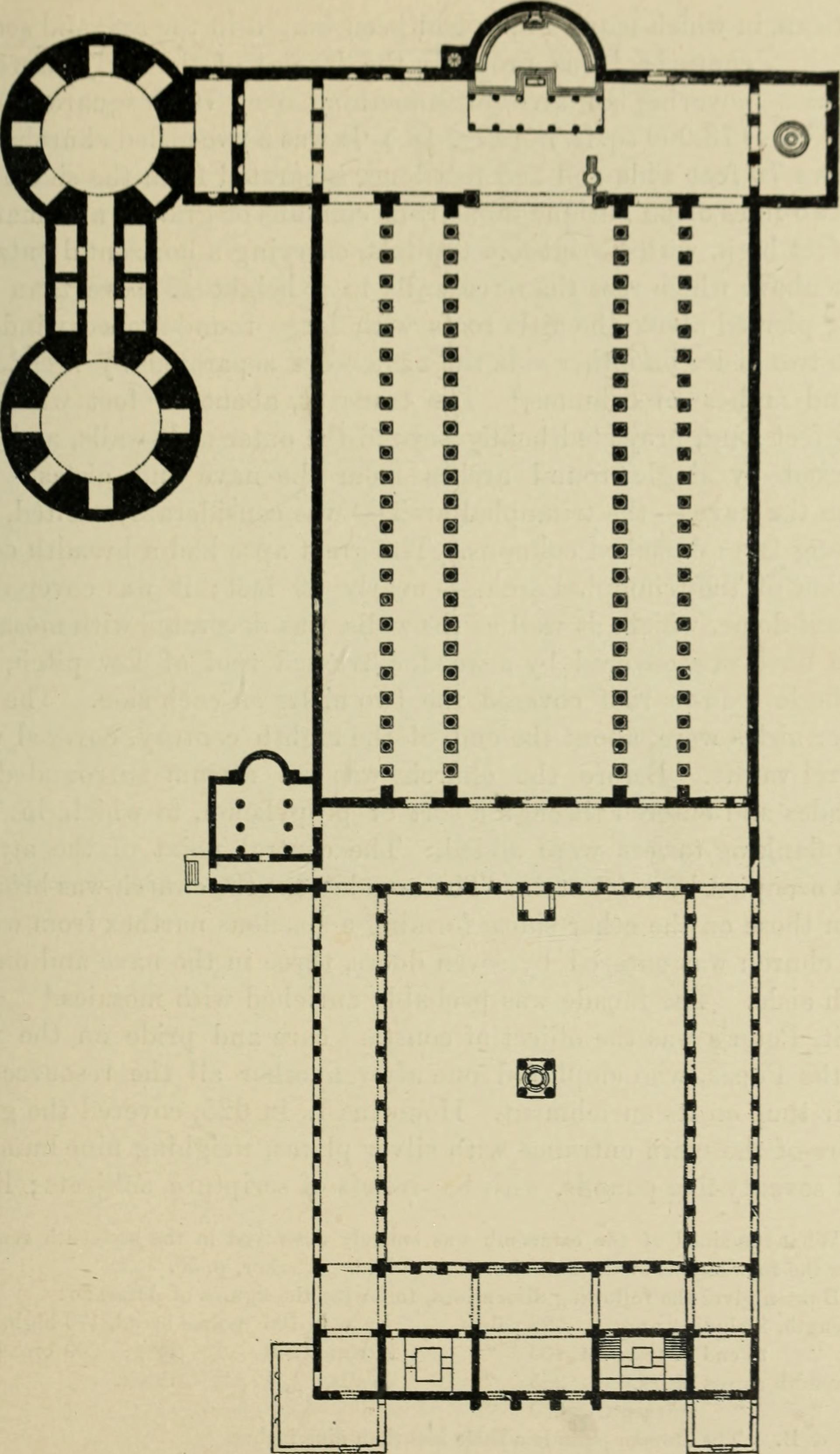
Plan der konstantinischen Basilika San Pietro in Vaticano
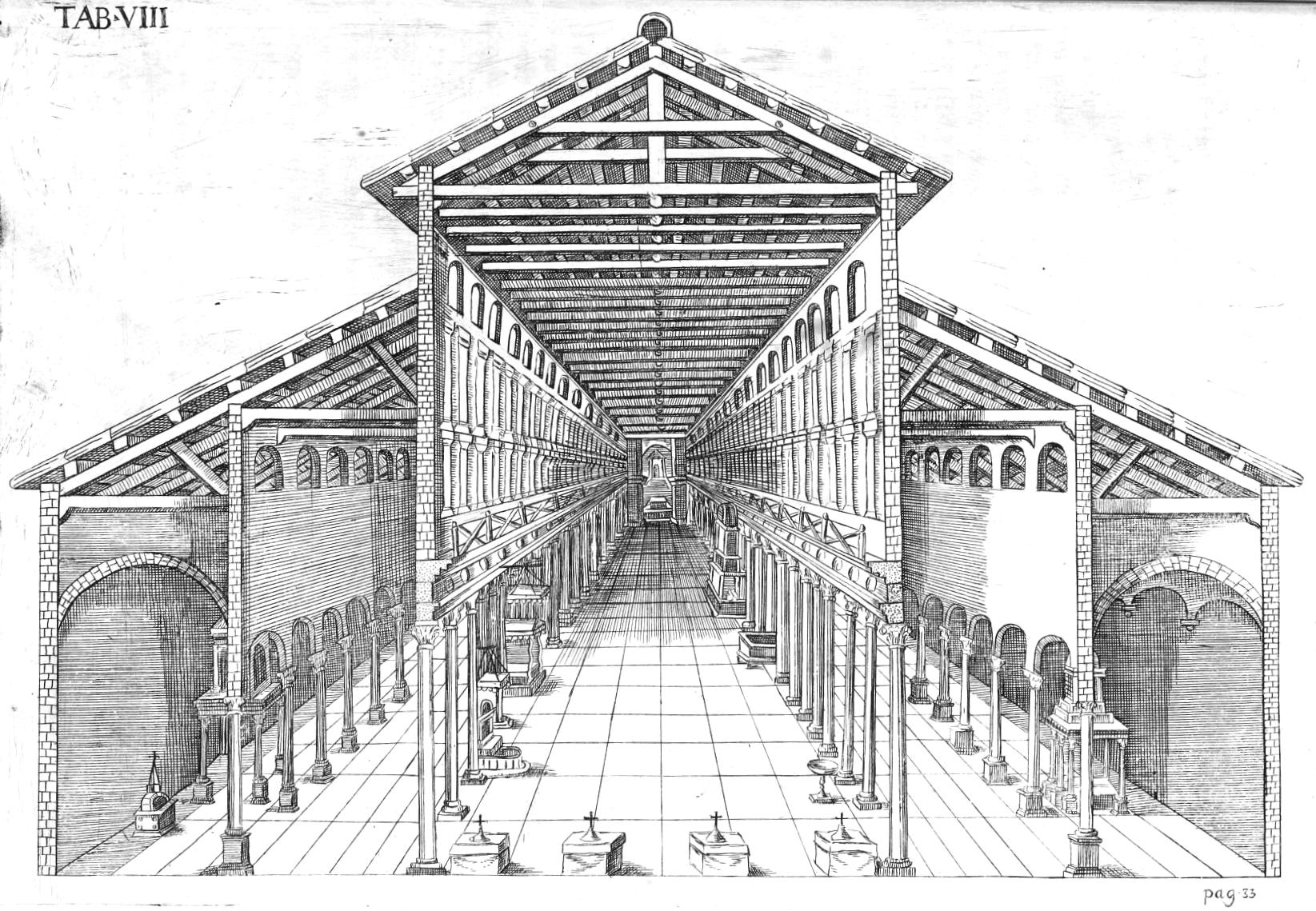
Zeichnung von 1693 der konstantinischen Basilika San Pietro in Vaticano
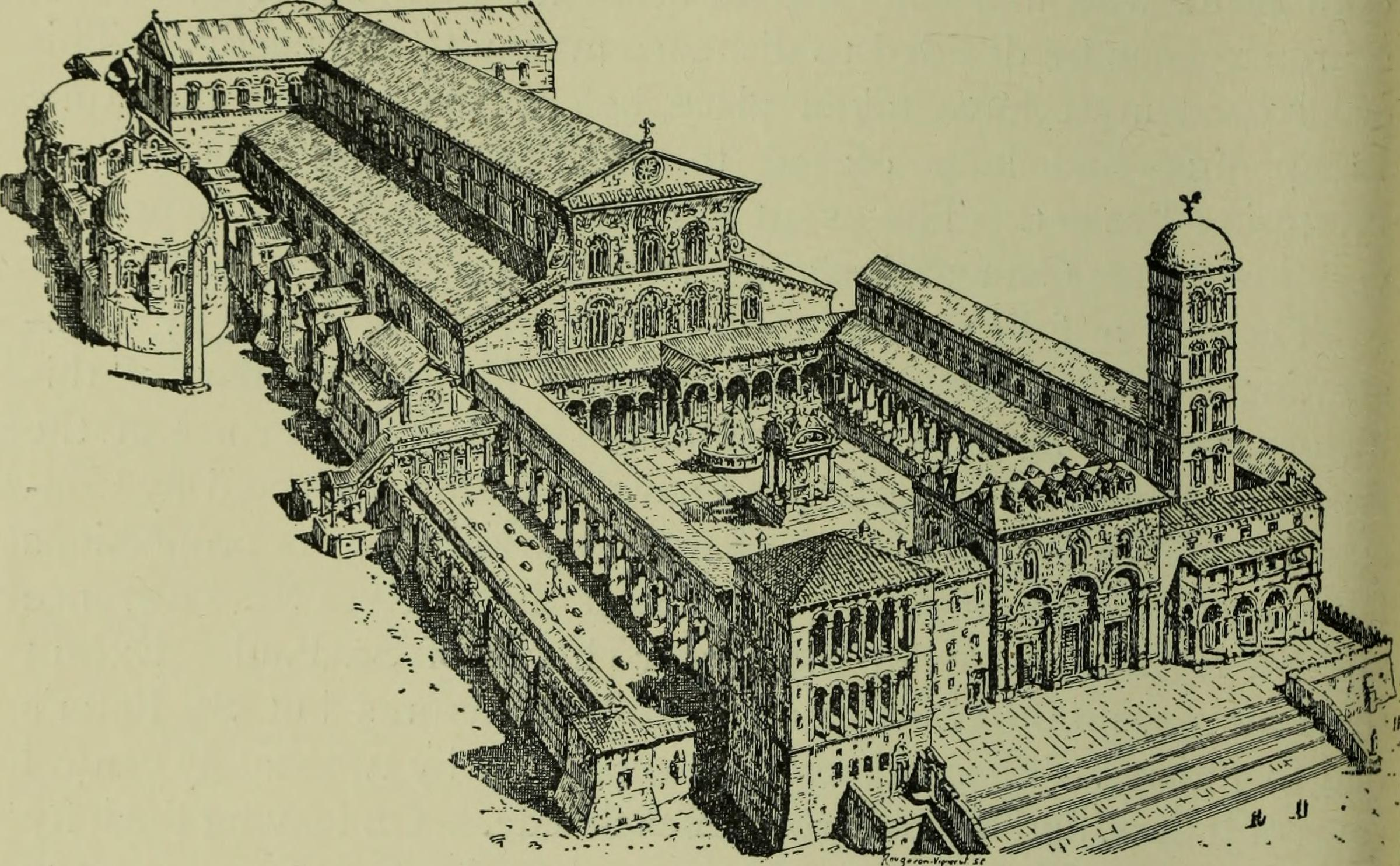
Modell von Alt-St. Peter

Die Apsis, die sich an das Mittelschiff anschloss, konnte einen halbkreisförmigen oder polygonalen Grundriss haben; sie bildete den zentralen Raumteil für den Klerus (Presbyterium) mit dem Altar in der Mitte, in der Rundung umgeben von der Priesterbank und dem Sitz des Bischofs (καθέδρα = Cathedra). Der Apsis gegenüber befand sich in der Regel eine durch Arkaden abgegrenzte innere Vorhalle (Narthex) und die Giebelwand mit einem oder mehreren Ausgängen in die querrechteckige äußere Vorhalle (Pronaos). Hier konnten sich während des Gottesdienstes die noch nicht getauften Katechumenen aufhalten, die an der Eucharistiefeier noch nicht teilnehmen durften. Als Bindeglied zur Außenwelt war der Basilika häufig ein annähernd quadratischer Vorhof (Atrium) vorgelagert. In dessen Mitte befand sich ein Cantharus genannter Reinigungsbrunnen. In der Folgezeit gab es dann zusätzliche Räume und Einrichtungen, darunter ein Querhaus, was sich im Grundriss als Form eines lateinischen Kreuzes abzeichnet, eine Schola cantorum mit Ambo und Chorschranken, über den Seitenschiffen eingebaute Emporen sowie Nebenräume (Pastophorien) zur Vorbereitung der Gottesdienste.
Die frühchristliche Basilika als ein auf ein Vorne, also auf die Apsis und den Altar ausgerichteter Längsbau birgt in sich „die Grundidee, Gottesdienst als Prozession zu verstehen“ (Zitat Eckhard Bieger SJ). Diese Idee prägte insbesondere den abendländischen Kirchenbau bis heute.
Die ersten christlichen Basiliken sind die von Konstantin als Roms Bischofskirche gestiftete Basilica Salvatoris (315–318), heute San Giovanni in Laterano (Lateranbasilika), und San Pietro in Vaticano (317–322). Es folgten die sechs Umgangsbasiliken an den antiken Konsularstraßen außerhalb der Aurelianische Stadtmauer. Bei diesem neuen Bautyp handelt es sich um eine dreischiffige Pfeilerbasilika, deren Seitenschiffe halbrund um das Mittelschiff verlaufen, während das Mittelschiff durch Pfeilerarkaden zum Umgang in den Seitenschiffen offen gehalten wird. Eine Umgangsbasilika wurde entweder über dem Grab eines Märtyrers oder in unmittelbarer Nähe von Märtyrergräbern errichtet; sie diente vor allem dazu, das Gedächtnis an die dort beigesetzten Märtyrer wach zu halten durch Prozessionen und Umzüge in den dazu eingerichteten umlaufenden Seitenschiffen. Außerdem war der Boden im Kircheninnern mit Gräbern belegt, weshalb die Umgangsbasilika auch als Coemeterialbasilika oder Begräbnisbasilika bezeichnet wird. Diese Sonderform des frühchristlichen Kirchenbaus gibt es nur in Rom und dort auch nur innerhalb eines Zeitraums von 50 Jahren ab 315. Es handelt sich um folgende Bauten, von denen – außer bei San Sebastiano fuori le mura – nur noch Reste von aufgehendem Mauerwerk und Fundamente vorhanden sind:

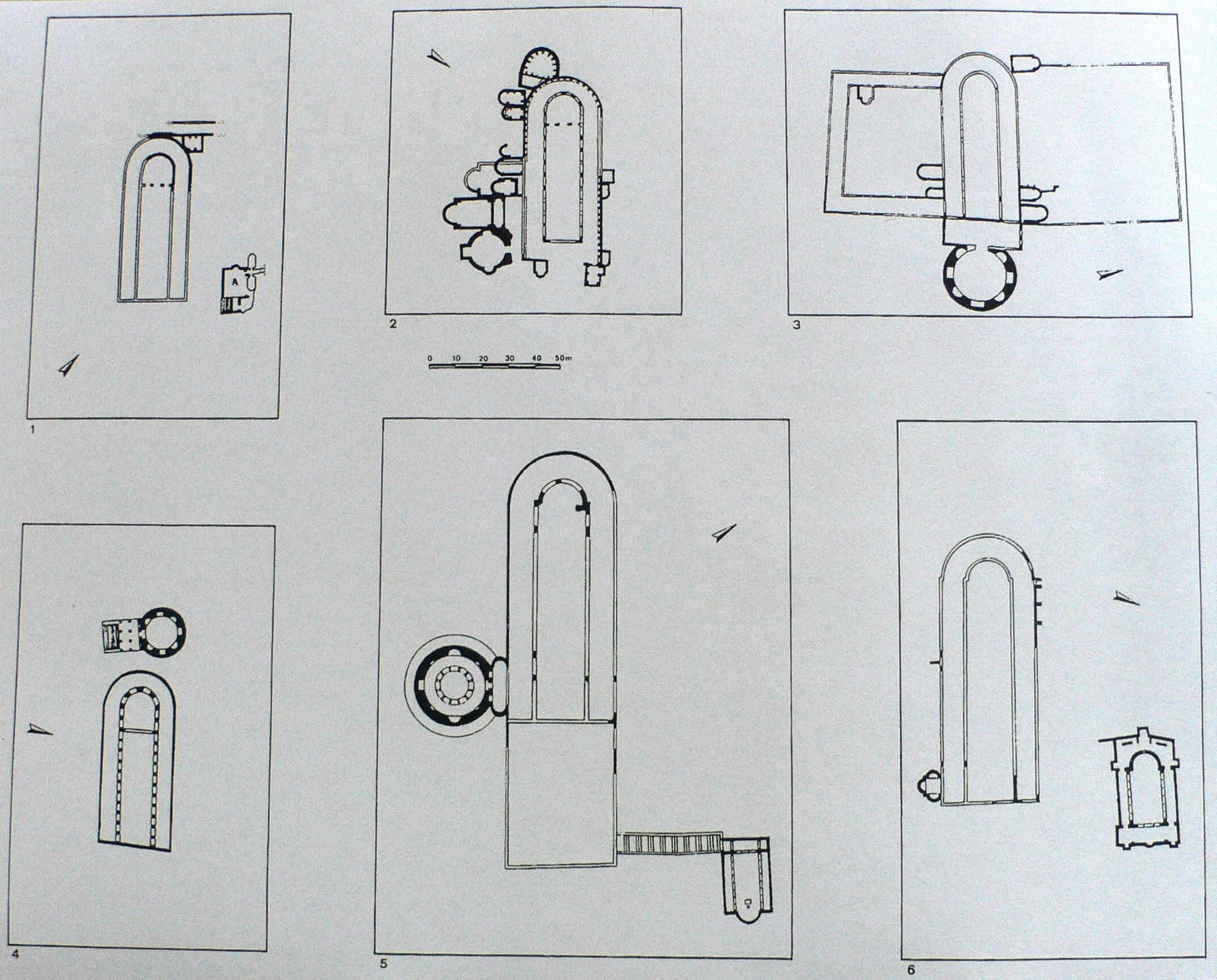
Grundrisse der sechs Umgangsbasiliken im gleichen Maßstab (von links oben): Via Ardeatina, Basilica Apostolorum, SS. Marcellino e Pietro, Tor de’Schiavi, Sant’Agnese, Basilica maior

- Umgangsbasilika Santi Marcellino e Pietro, um 315–317,
- Umgangsbasilika bei Tor de’Schiavi, zwischen 315 und 320,
- Basilica Apostolorum (San Sebastiano fuori le mura), um 317–320,
- Umgangsbasilika an der Via Ardeatina, um 336,
- Umgangsbasilika Sant’Agnese (Sant’Agnese fuori le mura), um 337,
- Basilica maior (San Lorenzo fuori le mura), zwischen 337 und 351.

Weitere basilikale Kirchenbauten, die auf Konstantin zurückgehen, sind u. a.:
- San Paolo fuori le mura: Die konstantinische Memorialbasilika (um 324) wurde ersetzt durch die sogenannte Drei-Kaiser-Basilika (386–395) und nach dem Brand von 1823 wieder aufgebaut.
- Geburtskirche in Bethlehem: Diese vor 335 geweihte Kirche wurde in der zweiten Hälfte des 5. Jahrhunderts nach einem Erdbeben weitgehend neu errichtet.
- Apostelkirche (Konstantinopel): Diese spätestens 337 fertiggestellte Basilika in der von Konstantin gegründeten neuen Hauptstadt wurde bereits unter Justinian I. († 565) weitgehend umgestaltet und 1461 abgerissen.

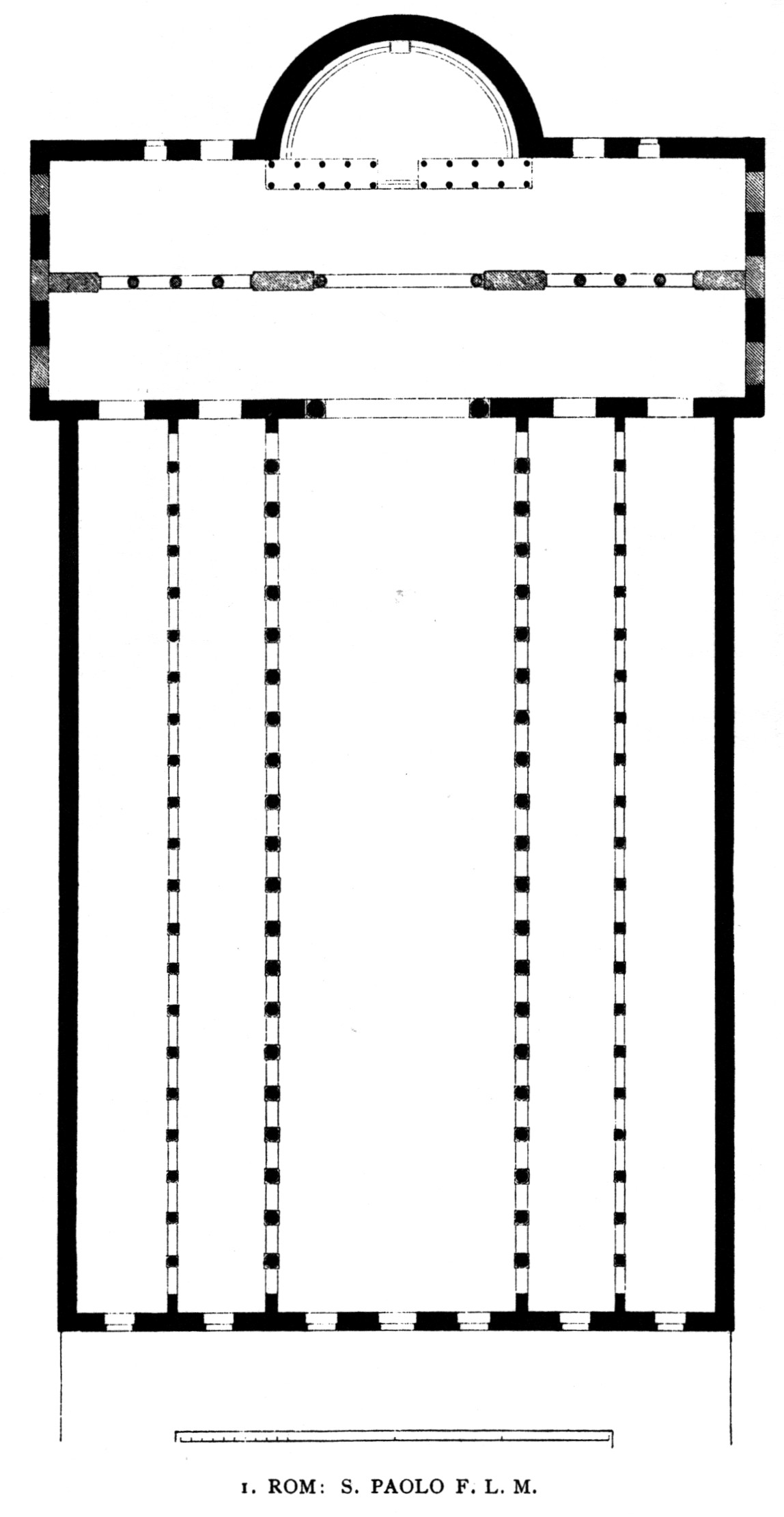
S. Paolo fuori le mura in Rom, Grundriss der Basilika von 386
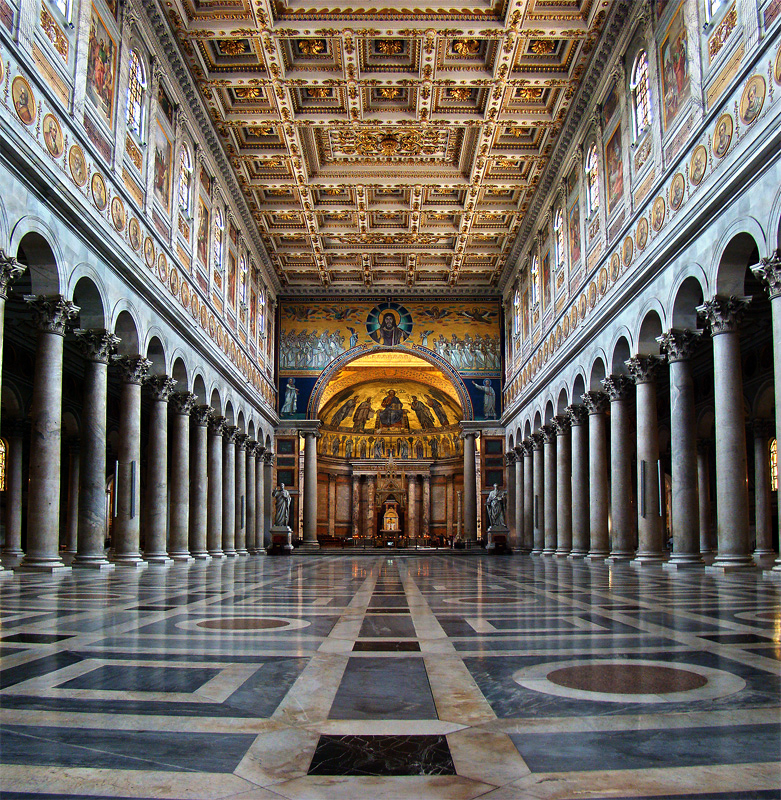
Langhaus von S. Paolo fuori le mura in Rom
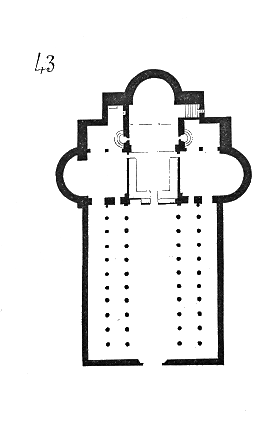
Grundriss der Geburtskirche in Bethlehem
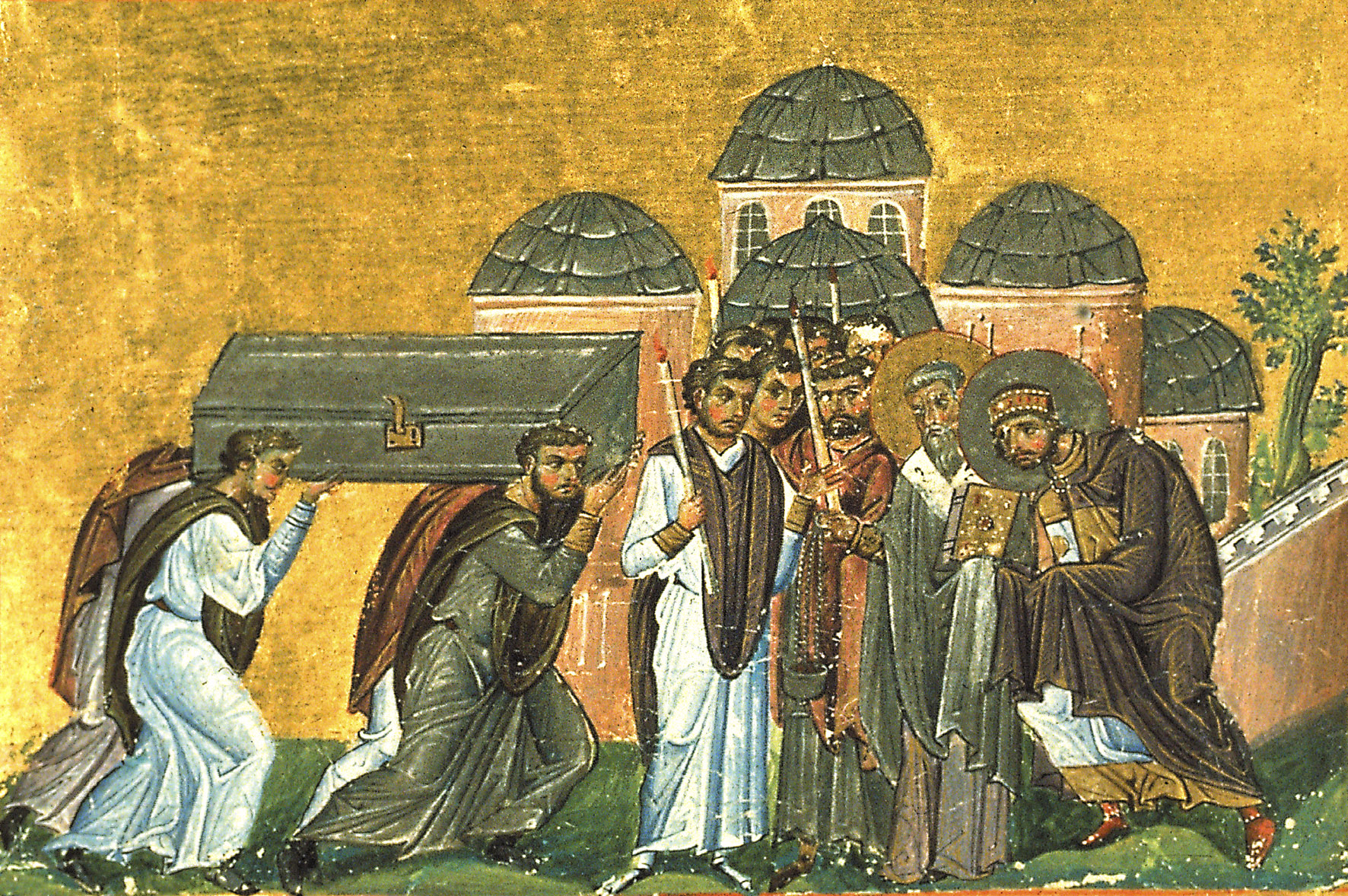
Abbildung (985) der zerstörten Apostelkirche in Konstantinopel
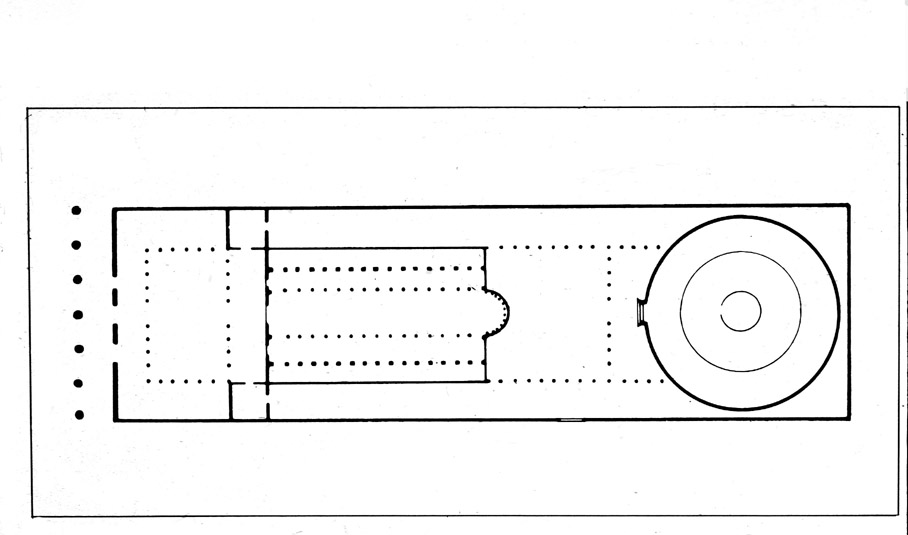
Grundriss der Grabeskirche in Jerusalem, um 345
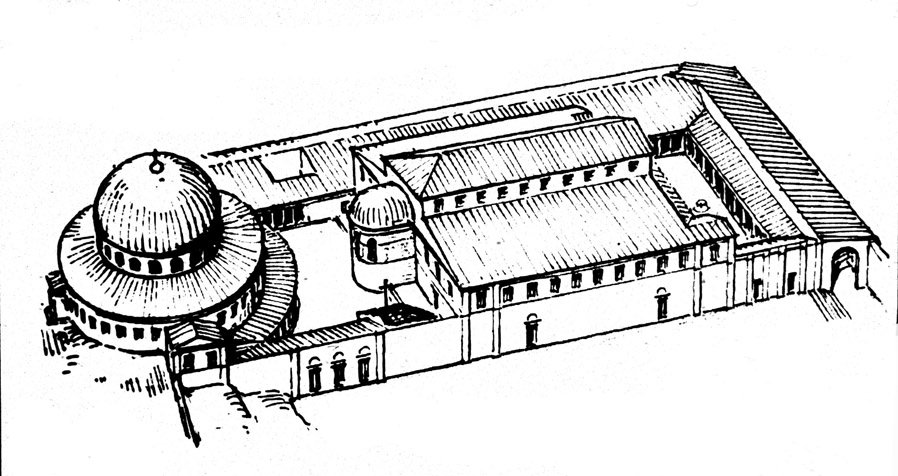
Rekonstruktion der Grabeskirche in Jerusalem, um 345

Auf antike Wurzeln geht auch der christliche Zentralbau zurück. Die spätantiken Zentralbauten hatten einen Grundriss in Form von Kreis, Quadrat, Vieleck oder Griechischem Kreuz. Diese Bauform wurde angewandt für römische Paläste (Domus Aurea), Kultbauten (Pantheon), Thermen (Caracalla-Thermen) oder Mausoleen (Augustusmausoleum, Hadrianmausoleum = Engelsburg, Tempel der Vesta (Forum Romanum), Grabmal der Caecilia Metella).
Zu den ersten christlichen Zentralbauten gehört die 326 begonnene und 335 geweihte Grabeskirche in Jerusalem. In Rom sind die bekanntesten Beispiele für christliche Zentralbauten das erstmals um 315 errichtete und 432 umgebaute Lateran-Baptisterium, das um 326 begonnene Helenamausoleum, das nach 337 errichtete Constantina-Mausoleum und die ab 462 errichtete Memorial- und Stationskirche Santo Stefano Rotondo.

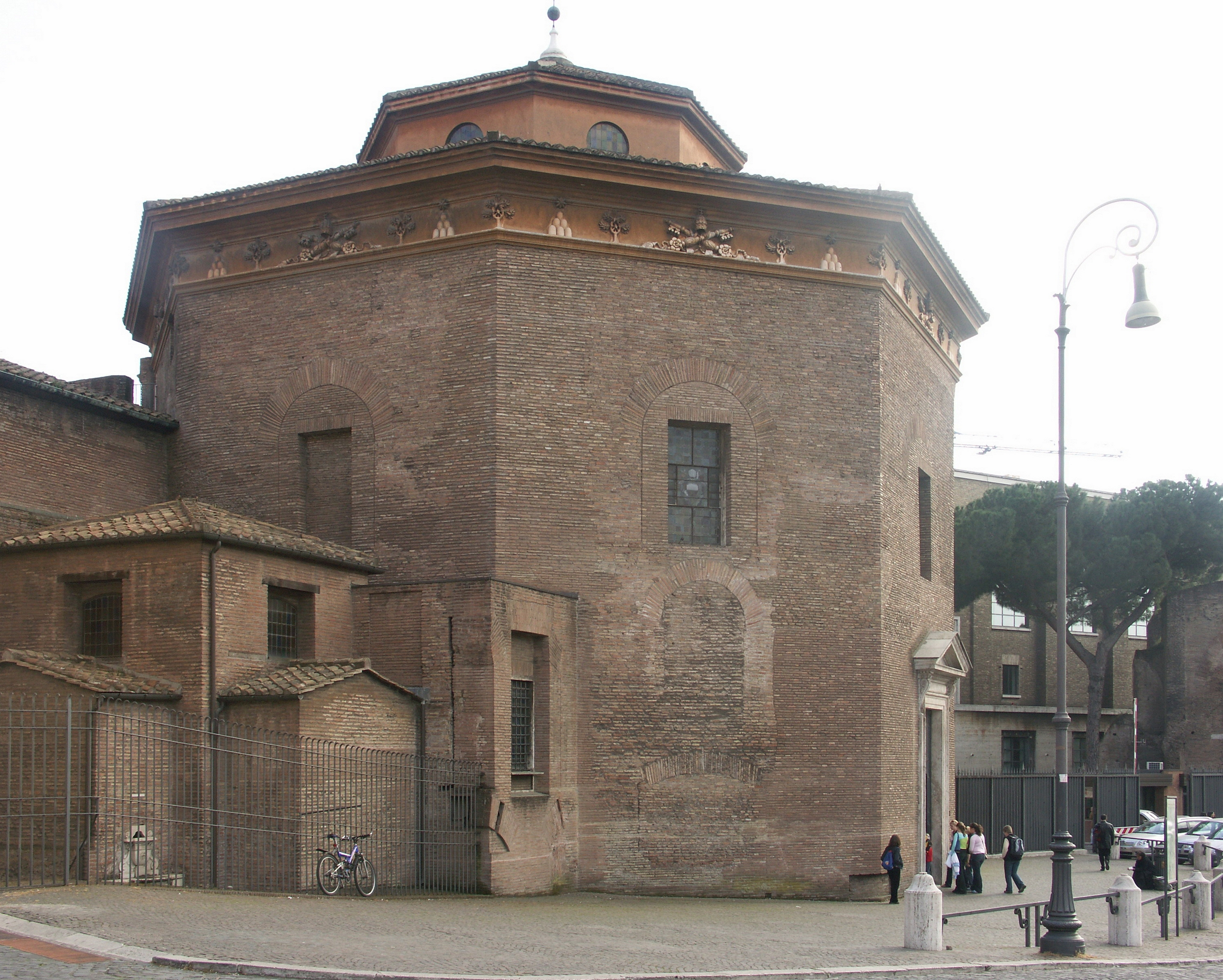
Baptisterium San Giovanni in Fonte, Rom, um 315/432
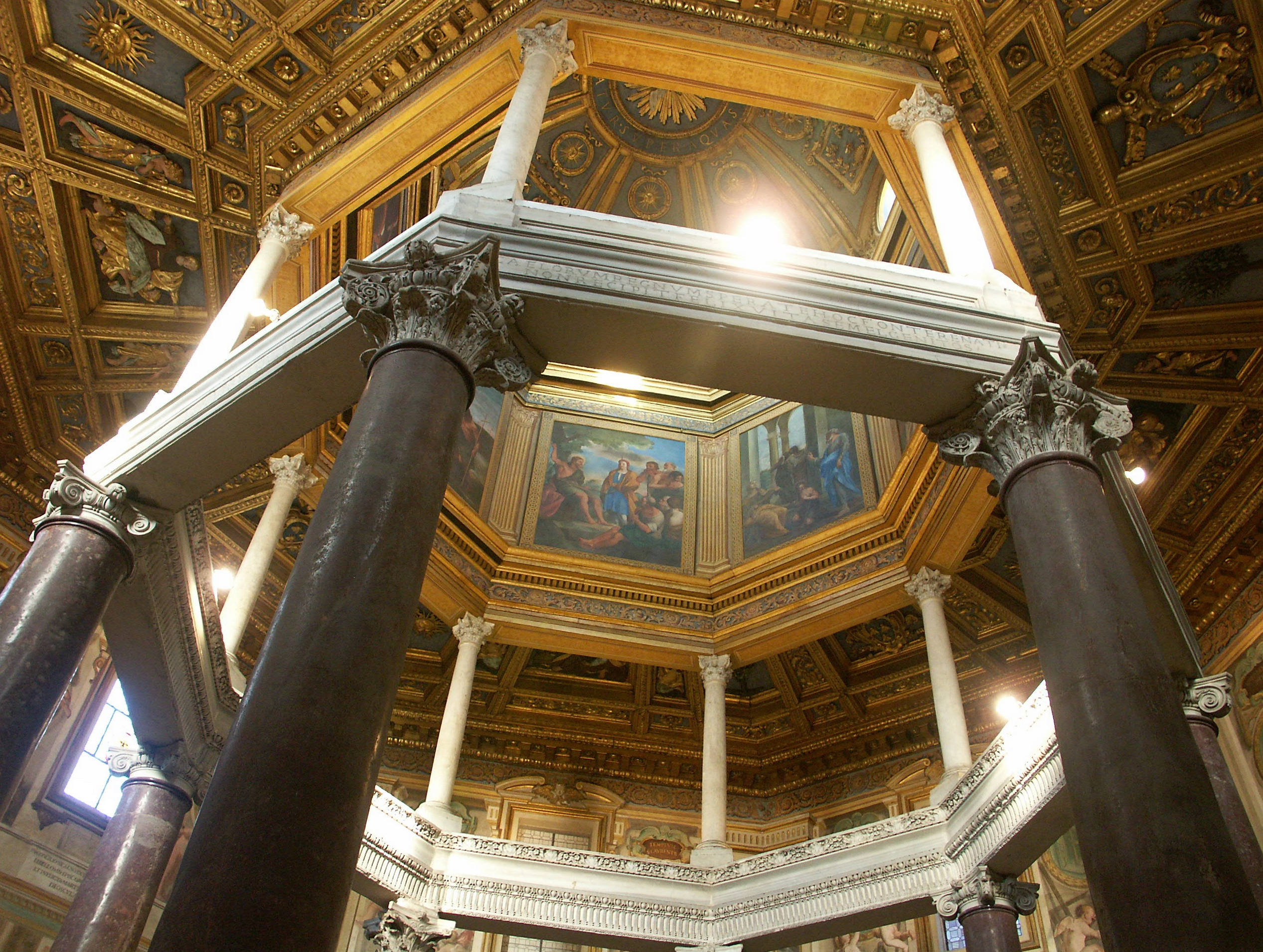
Innenraum des Lateran-Baptisteriums, um 432
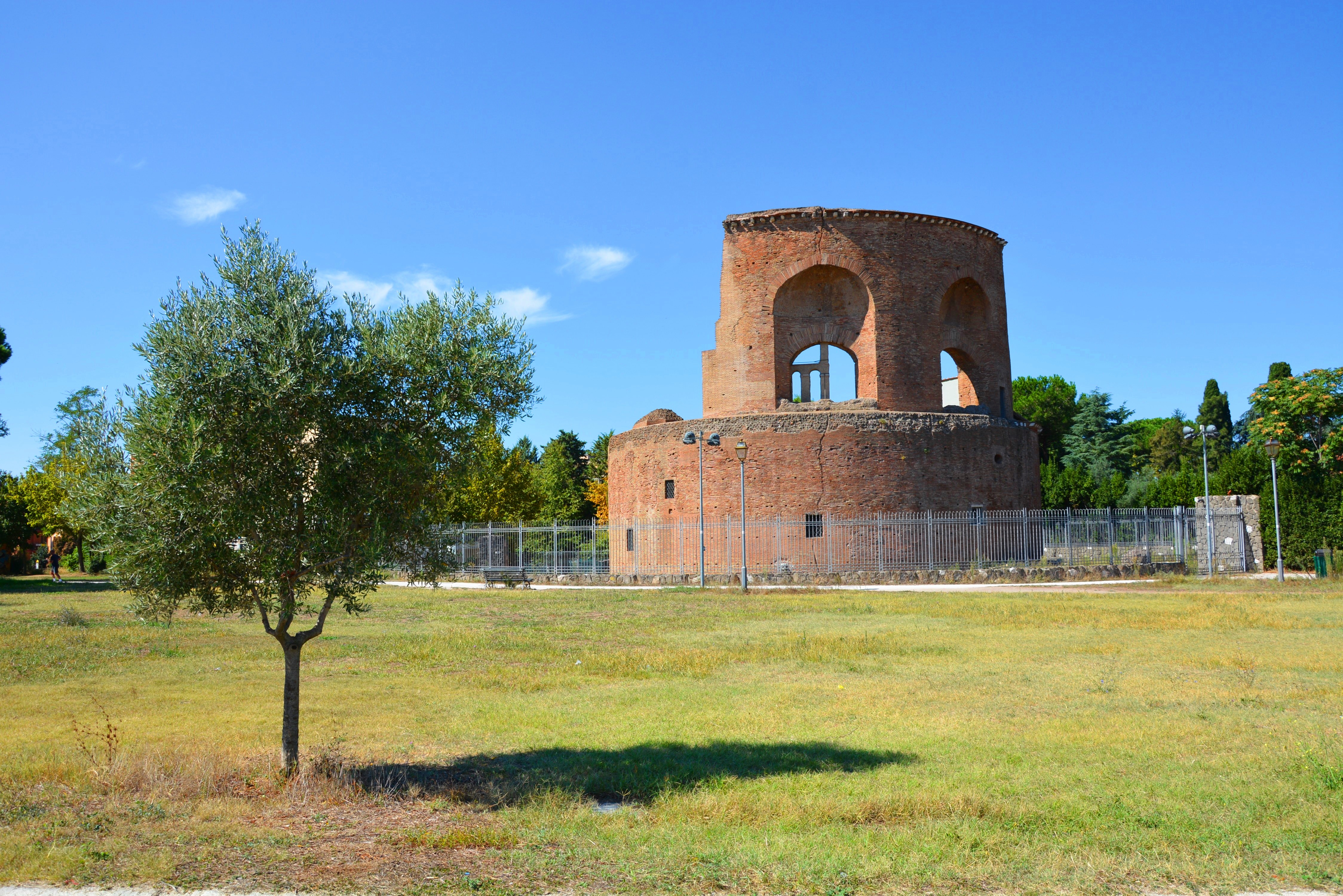
Helena-Mausoleum, Rom um 326
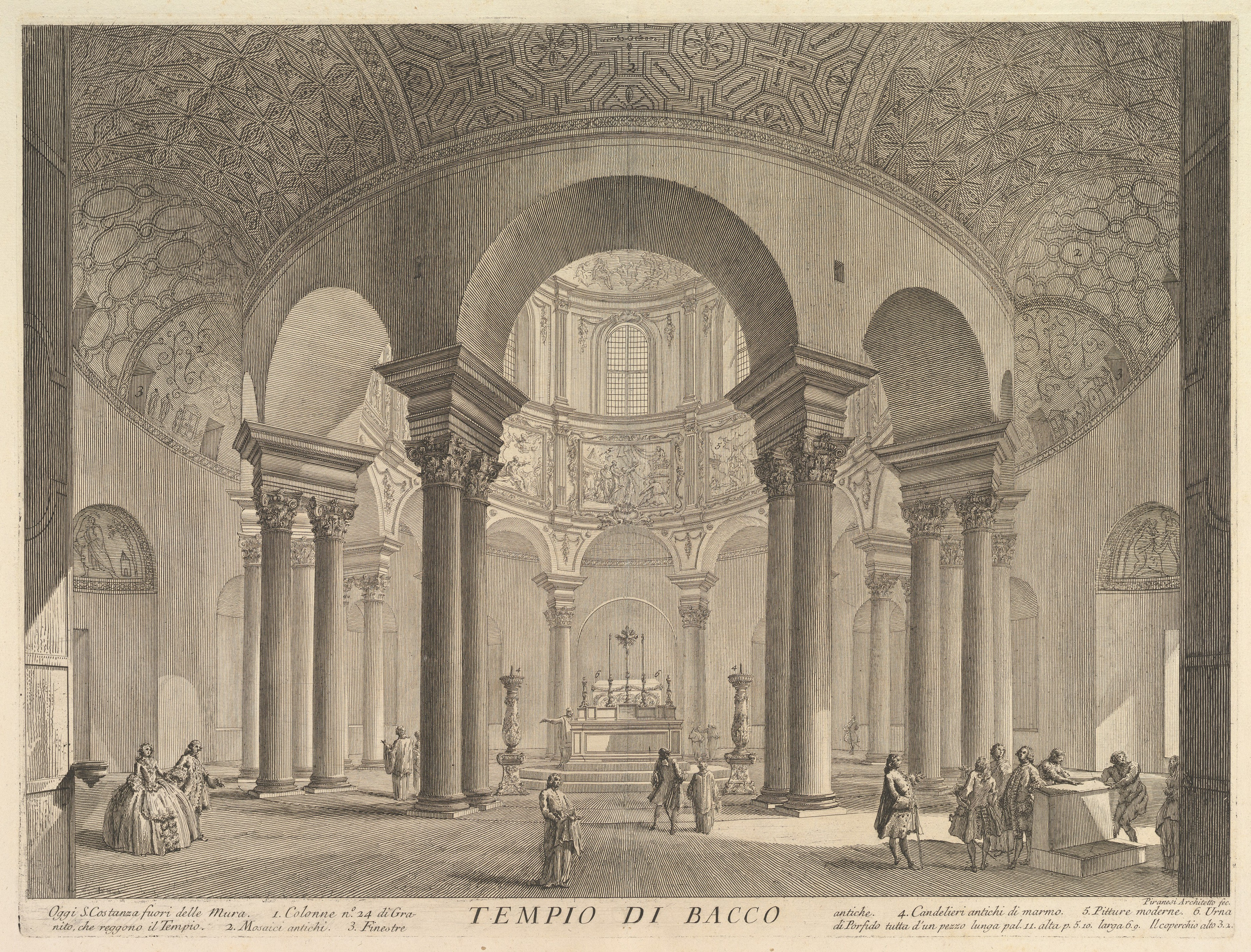
Constantina-Mausoleum, Rom nach 337, Radierung von G.B. Piranesi, Rom 1756
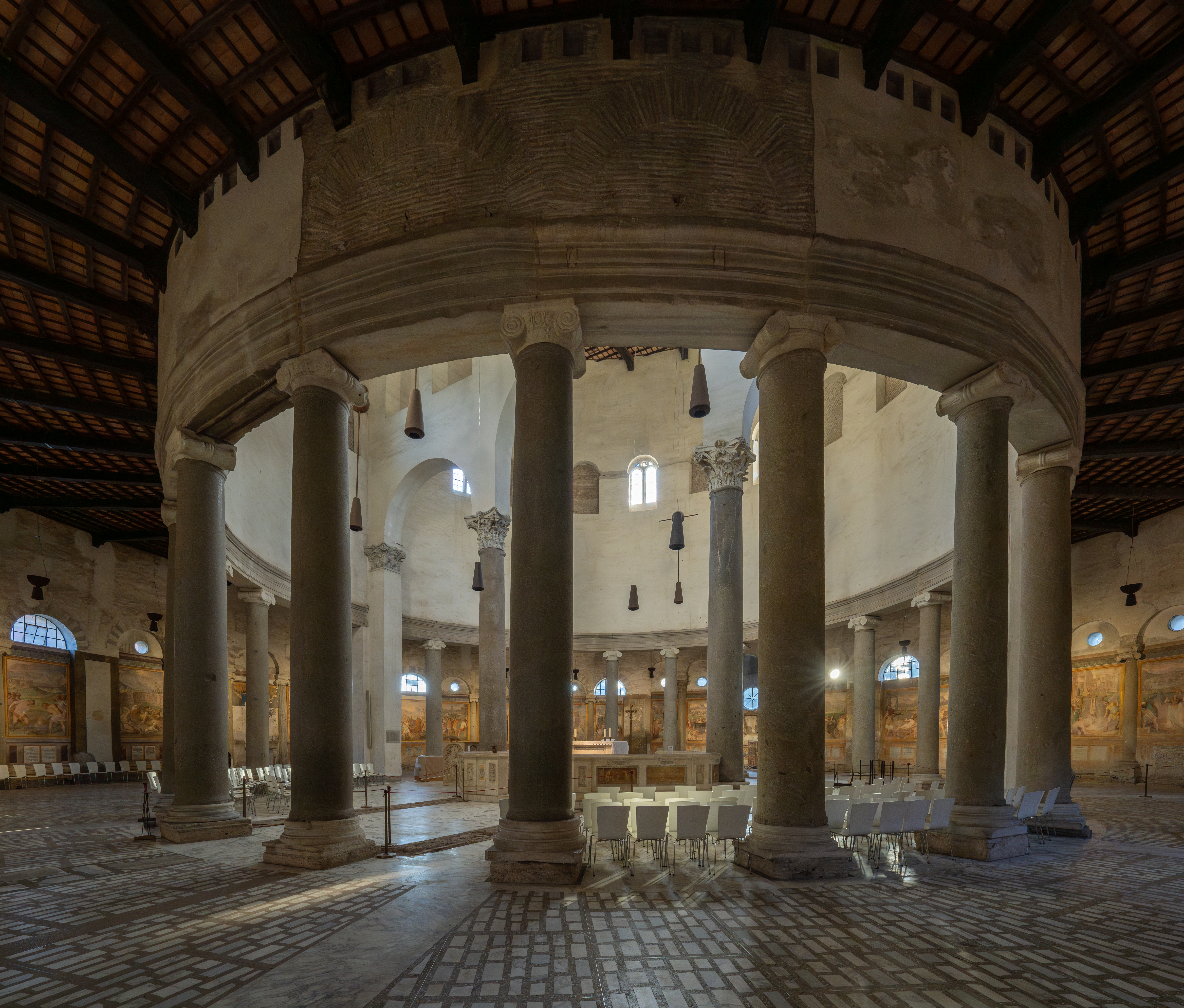
Santo Stefano Rotondo, Rom um 462

Wie die Basiliken lassen sich die Zentralbauten im gesamten römischen Reichsgebiet nachweisen und waren auch nördlich der Alpen anzutreffen, u. a. St. Gereon (Köln). Besonders verbreitet waren sie im Osten des Reiches und prägten die Baukunst über Jahrhunderte – so ausgehend von der Sergios-und-Bakchos-Kirche in Konstantinopel (vor 536) über San Vitale in Ravenna (vor 547) bis zum Oktogon des Aachener Doms (vor 803).
Die Baptisterien wurden im ganzen Reichsgebiet fast immer als Zentralbau errichtet. Die zahllosen erhaltenen Beispiele in Rom (Baptisterium San Giovanni in Fonte), Ravenna (Baptisterium der Orthodoxen, Baptisterium der Arianer), Ephesos (Marienkirche, Johanneskirche), aber auch im damaligen Gallien (Fréjus, Poitiers) bezeugen die Verbreitung dieses Bautyps.

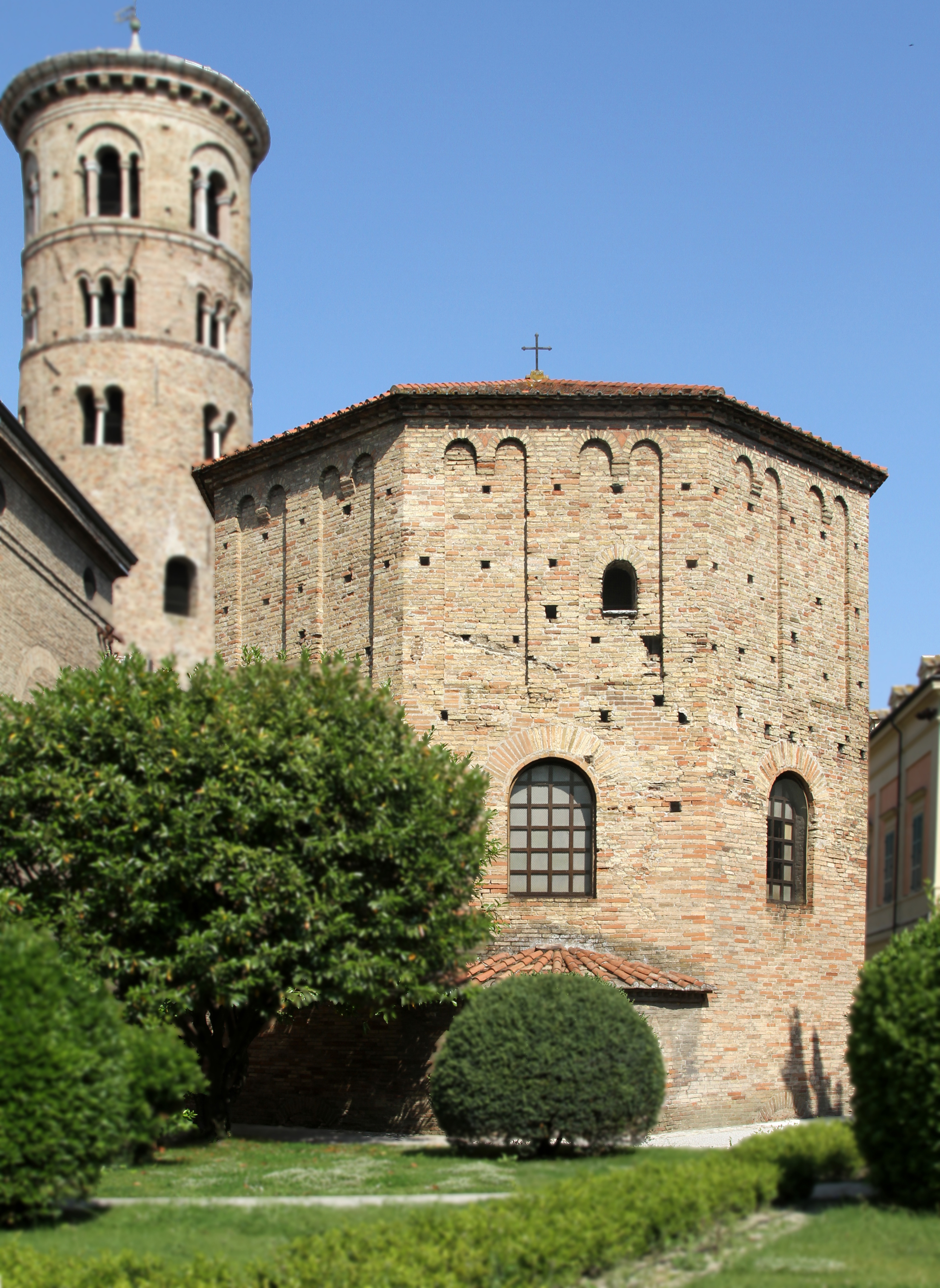
Baptisterium der Orthodoxen in Ravenna,  5. Jh.
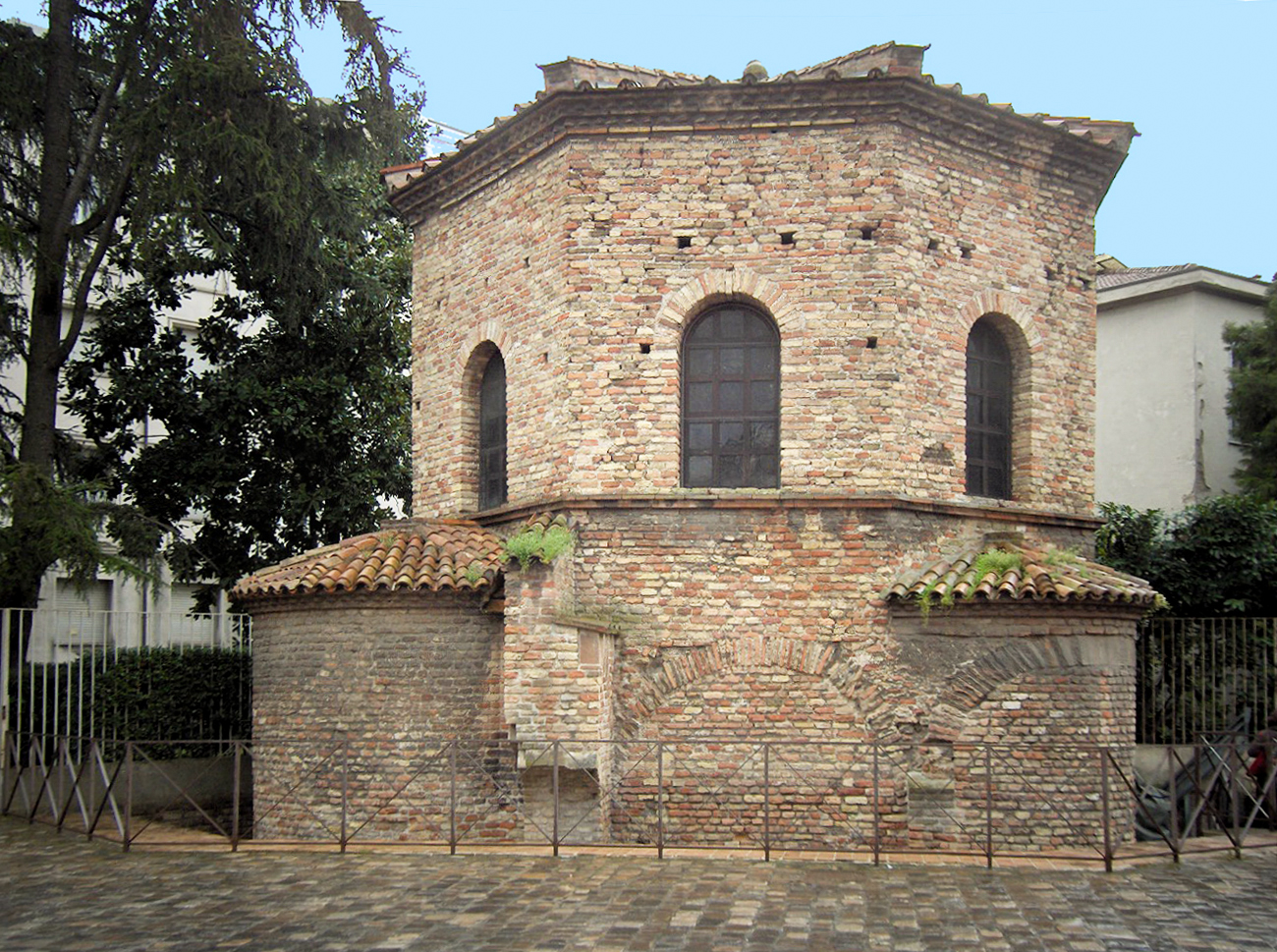
Baptisterium der Arianer in Ravenna, 5. Jh.
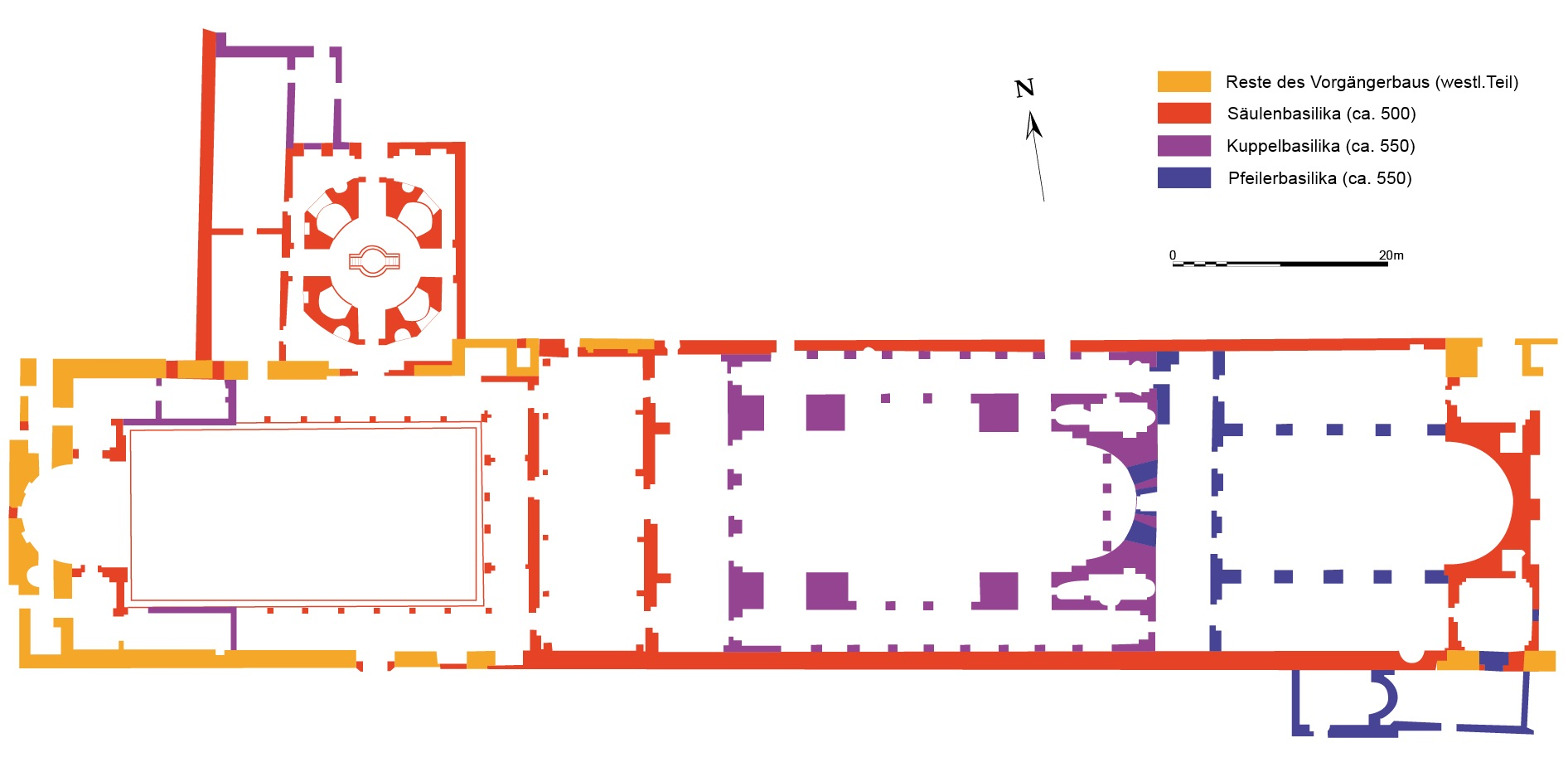
Plan der Marienkirche in Ephesos, 4. bis 6. Jh.
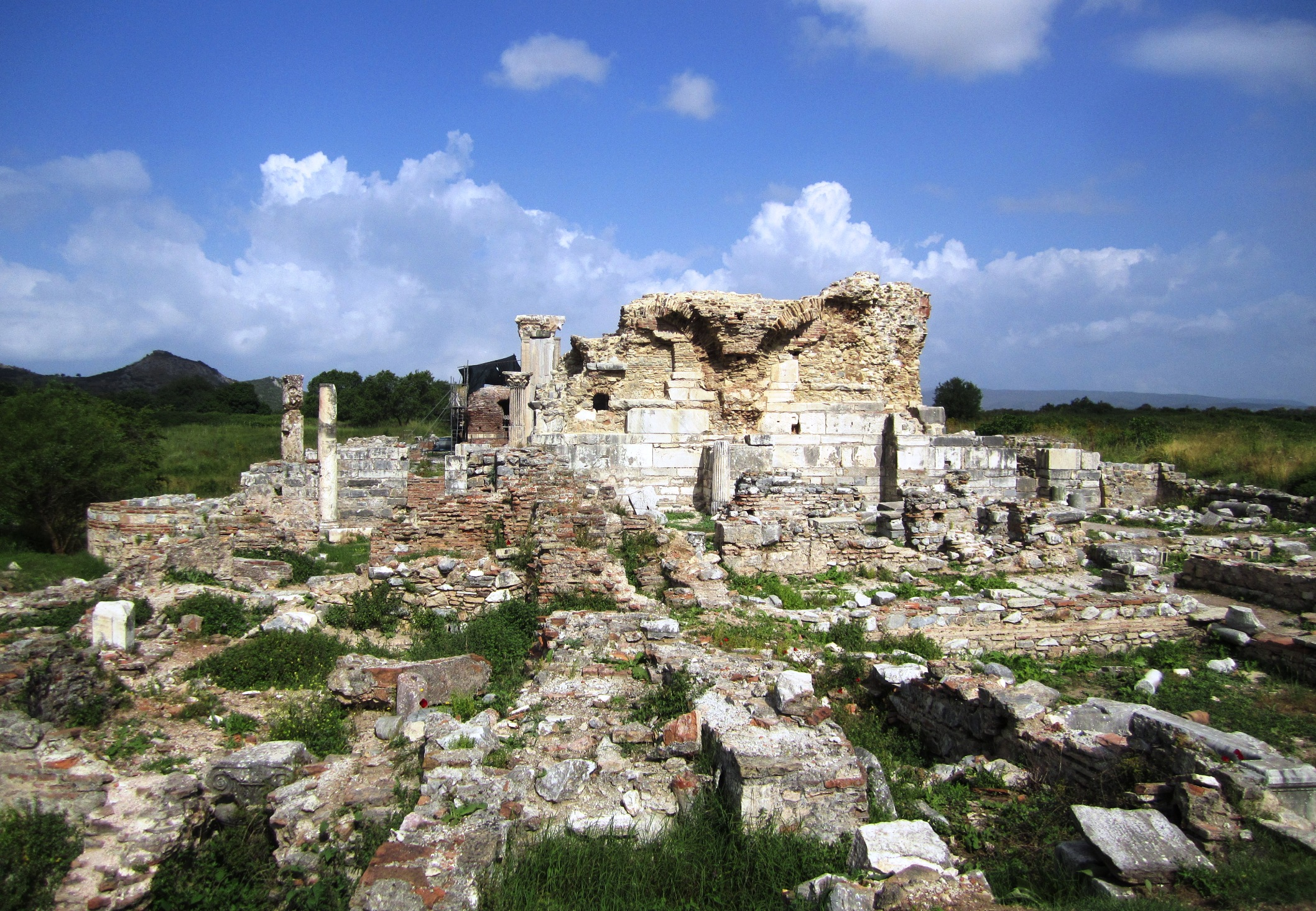
Ruinen der Marienkirche in Ephesos,
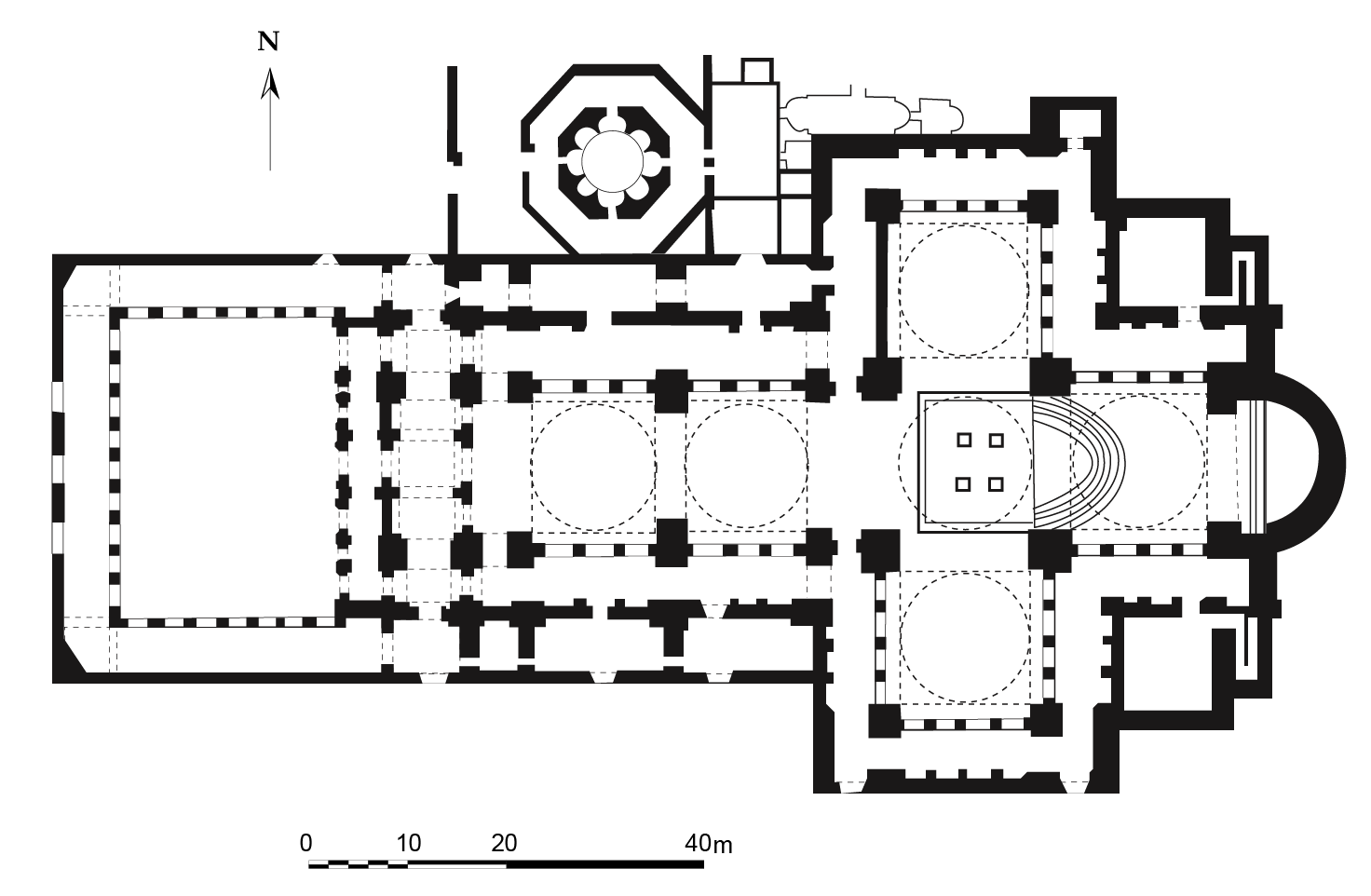
Plan der Johanneskirche in Ephesos, um 550
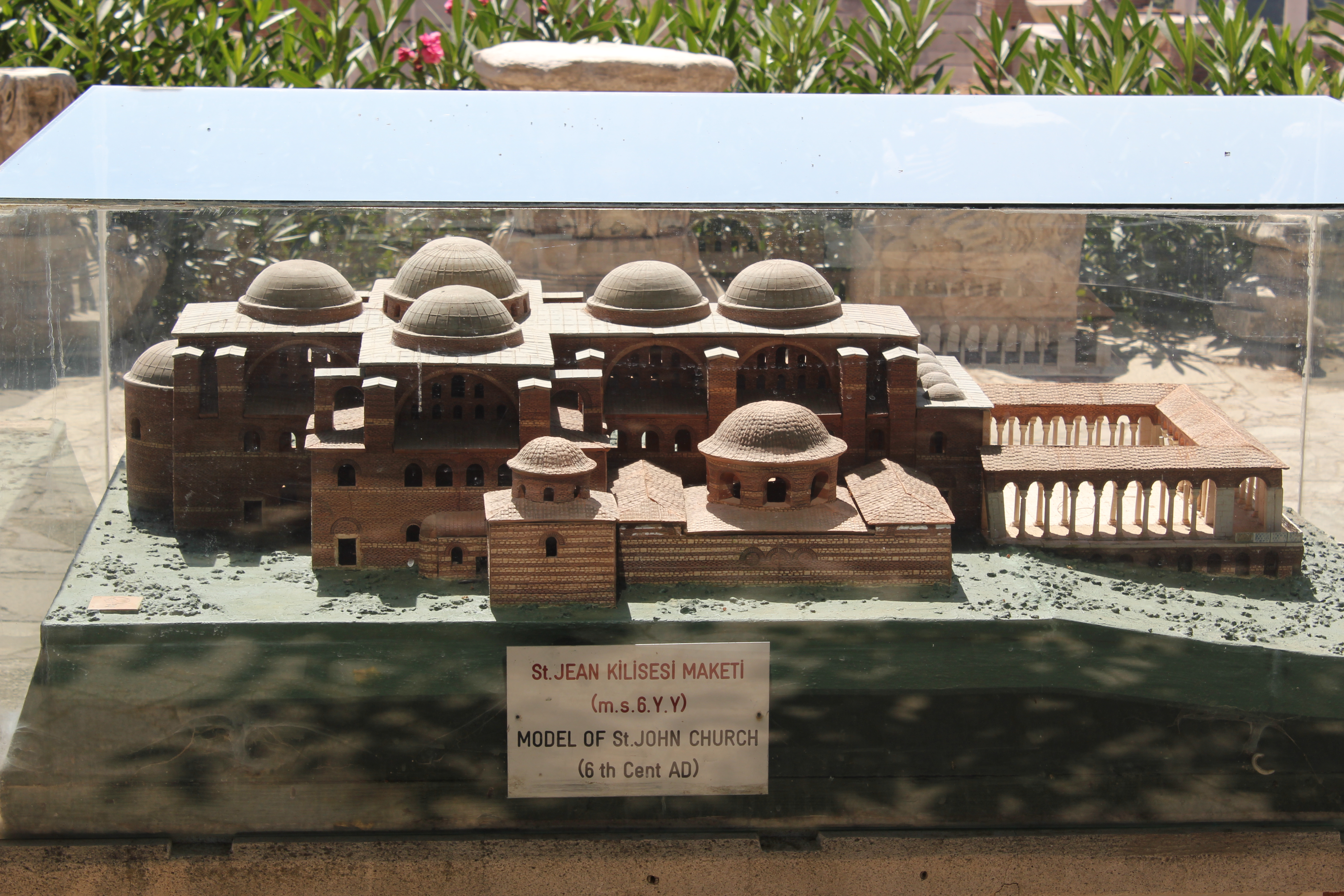
Modell der Johanneskirche in Ephesos
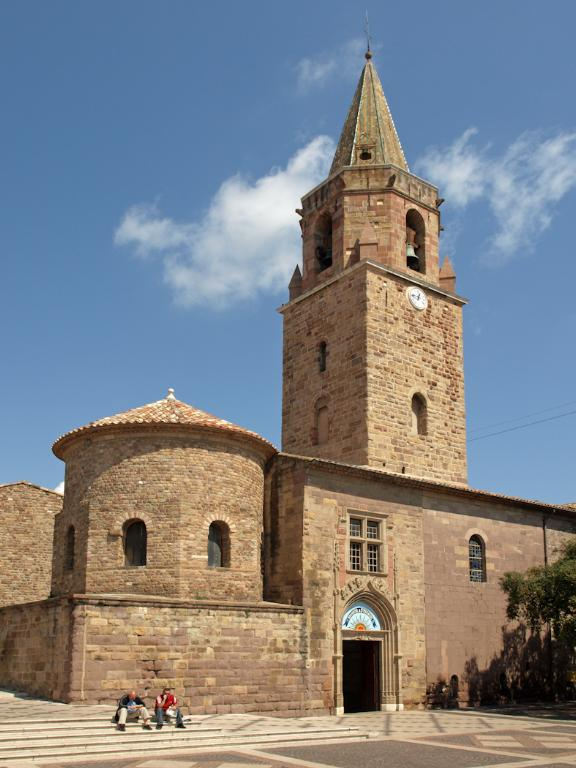
Baptisterium der Kathedrale von Fréjus, 5. Jh.
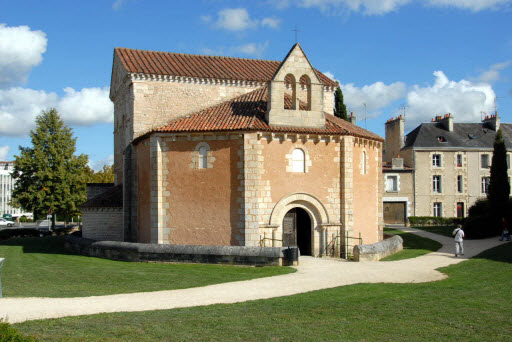
Baptisterium St.-Jean in Poitiers, 4. und 7. Jh.

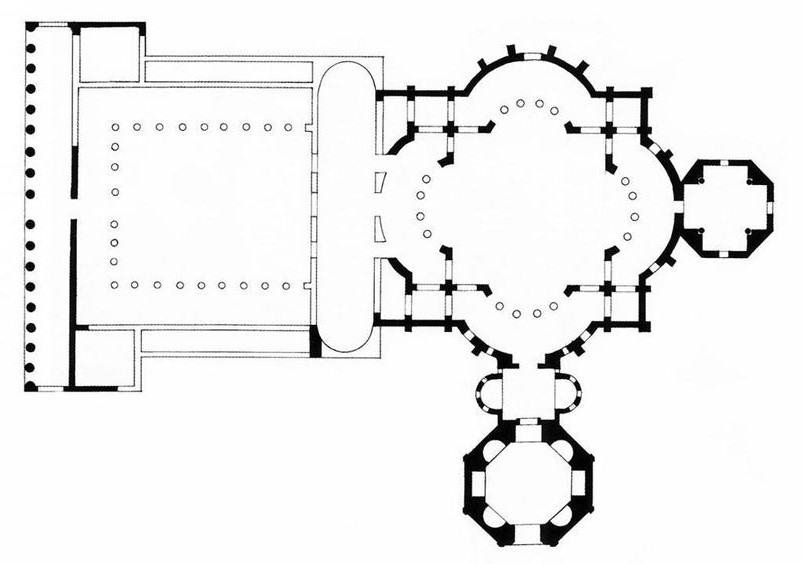
San Lorenzo Maggiore in Mailand

Die architektonischen Grundformen der christlichen Basilika und des Zentralbaus kamen in beliebigen Kombinationen vor. Dabei wiesen die Zentralbauten durchaus Merkmale der basilikalen Gotteshäuser auf: Das Beispiel der Kirche San Lorenzo Maggiore in Mailand (ab 372) zeigt, dass auch hier Atrium und Narthex dem eigentlichen Kirchenbau vorgelagert waren. Noch ein Jahrhundert später wurde in Rom die Kirche Santo Stefano Rotondo (Weihe vor 483) ebenfalls als Zentralbau errichtet.

### Ausstattung und Bildprogramme
Das wesentliche Erkennungsmerkmal frühchristlicher Kirchen besteht in ihrer Ausstattung im Innern nach Maßstäben kaiserlicher Repräsentation. Beispielhaft soll das gezeigt werden in dem von Konstantin gestifteten ersten monumentalen christlichen Sakralbau, der Archibasilika Sanctissimi Salvatoris, der heutigen Lateranbasilika (315–318): Die 19 Säulenpaare des Mittelschiffs bestanden aus Rosengranit, die jeweils 21 Säulen zwischen den beiderseits zwei Seitenschiffen aus grünem Marmor; es waren Spolien aus antiken Bauten, die man bei der Wiederverwendung paarweise angeordnet hatte. Das Motiv des großflächigen Mosaiks in der Apsiskalotte ist nicht überliefert.
Der Fußboden im Mittelschiff war mit gelben Marmorplatten ausgelegt; die Seitenwände muss man sich mit einer Verkleidung von Marmorinkrustationen (Opus sectile) vorstellen. Die Dachbalken im Mittelschiff sollen vergoldet gewesen sein. Aus dem Liber Pontificalis ergibt sich, dass Kaiser Konstantin für die Bischofskirche SS. Salvatore u. a. sieben silberne Altäre, zahlreiche Silberleuchter und ein aus Silber gearbeitetes Ciborium über dem Hauptaltar gestiftet hatte. Diese kostbare Ausstattung „gilt als materialisiertes Gotteslob, dient aber oft zugleich dem Ruhm des Bauherren und der Stifter“.

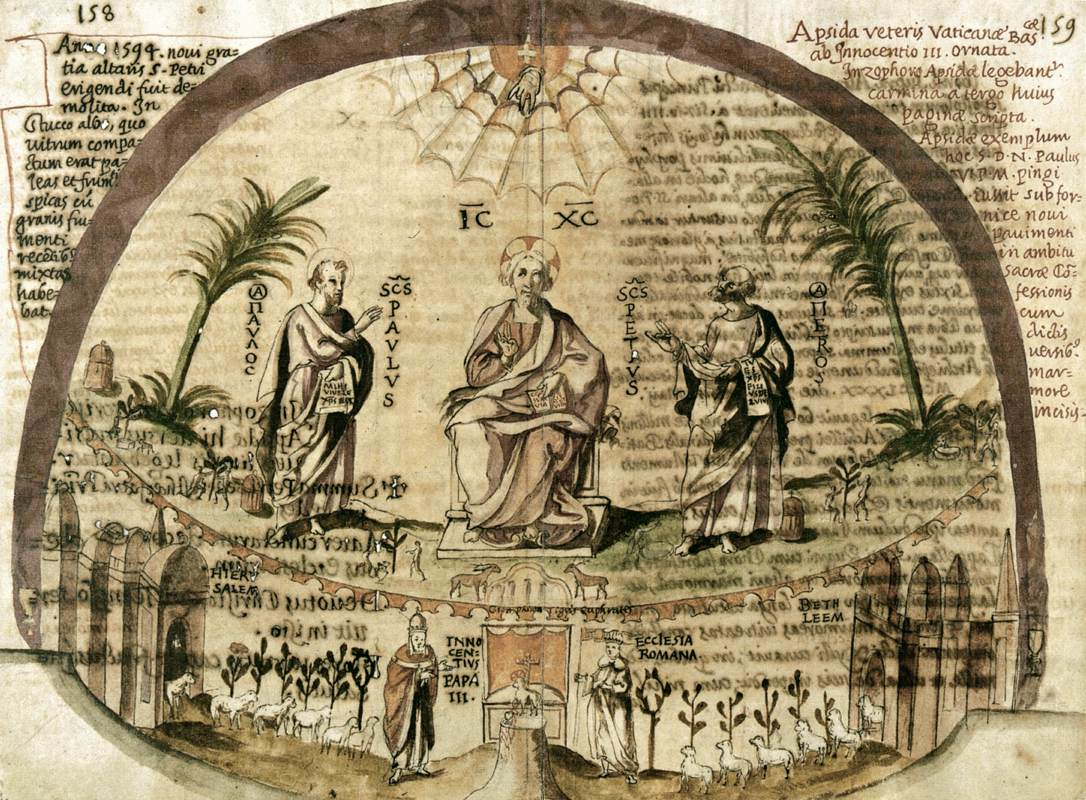
Apsismosaik (um 1200) nach frühchristlichem Vorbild in Alt-St. Peter, Rom

Für die frühchristlichen Basiliken wurden Einzelbilder und ganze Bildfolgen entwickelt und als Wandmalerei oder Mosaik ausgeführt. Dabei lässt sich nach Johannes G. Deckers eine dreiteilige Grundstruktur erkennen:
– An den Wänden des Mittelschiffs sind Szenen der Heilsgeschichte in bestimmter Folge dargestellt; sie sollen an den in der Vergangenheit bereits verwirklichten Heilsplan Gottes erinnern.
– Die Stirnwände des Apsisbogens zeigen vorwiegend Huldigungsszenen der Apokalypse; der Betrachter soll vorausschauen auf das Ende von Zeit und Schöpfung (Endzeit), an dem ein triumphierender Christus wiederkehren wird.
– In der Apsis erscheint ein alles beherrschendes Gottesbild als zeitlose göttliche Majestät (majestas Domini).
In den frühchristlichen Zentralbauten waren die Bilder in der Regel nach himmlischen und irdischen Hierarchien geordnet:
– Über dem Wandsockel befindet sich die Zone der Heiligen, an die sich die Gläubigen in Notlagen wenden können; in dieser Zone werden traditionsgemäß auch Kaiser Konstantin und Helena (Mutter Konstantins des Großen) dargestellt, außerdem sonstige Persönlichkeiten und Stifter mit ihren himmlischen Patronen.
– In der nächsten Zone wird an die im Neuen Testament geschilderten Szenen des christlichen Heilsgeschehens erinnert: von der Menschwerdung bis zum Tod Jesu und Christi Himmelfahrt.
– Darüber sind häufig Propheten und Engel als Künder des Wortes Gottes dargestellt.
– In der obersten Zone erscheint der Schöpfer und Herrscher des Weltalls, auch als Christus in menschlicher Gestalt oder durch das Kreuz versinnbildlicht.
Zu den besonders wertvollen frühchristlichen Ausstattungsstücken gehören die Mosaiken. Sie wurden vor allem an Apsis und Triumphbogen sowie in den großen Basiliken auch an den Langhauswänden angebracht. Der Apsisraum mit dem Altar ist der architektonisch hervorgehobene und liturgisch wichtigste Ort in der Basilika. Deshalb wird dort der Höhepunkt des Bildprogramms gezeigt: in der Frühzeit Christus als Pantokrator und Weltenrichter in einer paradiesischen Landschaft, teilweise umgeben von der Gottesmutter, den Aposteln und denjenigen Heiligen, die einen besonderen Bezug zur jeweiligen Kirche haben. Die theologischen Aussagen zu diesen Bildern werden durch christliche Sinnbilder und Symbole vermittelt. Auf diese Weise soll dem gläubigen Betrachter ein Einblick in das überirdische Universum und in eine himmlische Welt ermöglicht werden.
Die besondere Thematik und die Personen, die Sinnbilder und Symbole, aber auch die verwendeten Farben, Größenordnungen und Zahlenverhältnisse sind von – namentlich nicht bekannten – Künstlern nach einem bestimmten Bilderkanon geschaffen worden, der modischen Einflüssen und dem Zeitgeist weitgehend verschlossen war. Dieser Kanon ist heute ohne Erläuterung kaum mehr zu verstehen und gibt auch den Fachgelehrten immer wieder Rätsel auf.
Die Mosaiken der sogenannten klassischen Periode (4. bis frühes 6. Jahrhundert) sollten kostbar und wie für die Ewigkeit bestimmt wirken. Sie sind oder waren zu finden in: Lateranbasilika, Konstantinische Basilika San Pietro in Vaticano, Mausoleum der Constantina, Santa Pudenziana, Santa Sabina, Santa Maria Maggiore, kaiserliche Basilika Sancti Pauli extra muros, Santi Cosma e Damiano (Rom).

## Bauperiode nach dem Untergang des weströmischen Reiches (476 n. Chr.)
Mit dem Untergang des Weströmischen Reiches im Zuge der Völkerwanderung ging eine Zäsur auch in der Baukunst einher. Die germanischen Eroberer verfügten nicht über die künstlerischen Fähigkeiten, vergleichbare Gebäude zu errichten. Erst in der späteren Zeit der Romanik kam es wieder zu Neubauten von Kirchen in größerem Umfang. Die erhaltenen Bauten aus dieser Zeit zeigen zwar Merkmale des im ganzen Reich einheitlichen, architektonischen Formenschatzes der römischen Kirchen, waren aber darüber hinaus durch deutliche regionale Eigenarten geprägt, aus denen sich eigenständige Stile entwickelten. Eines der bekanntesten Beispiele hierfür sind die in Spanien und Südfrankreich anzutreffenden Bauten der Westgoten.

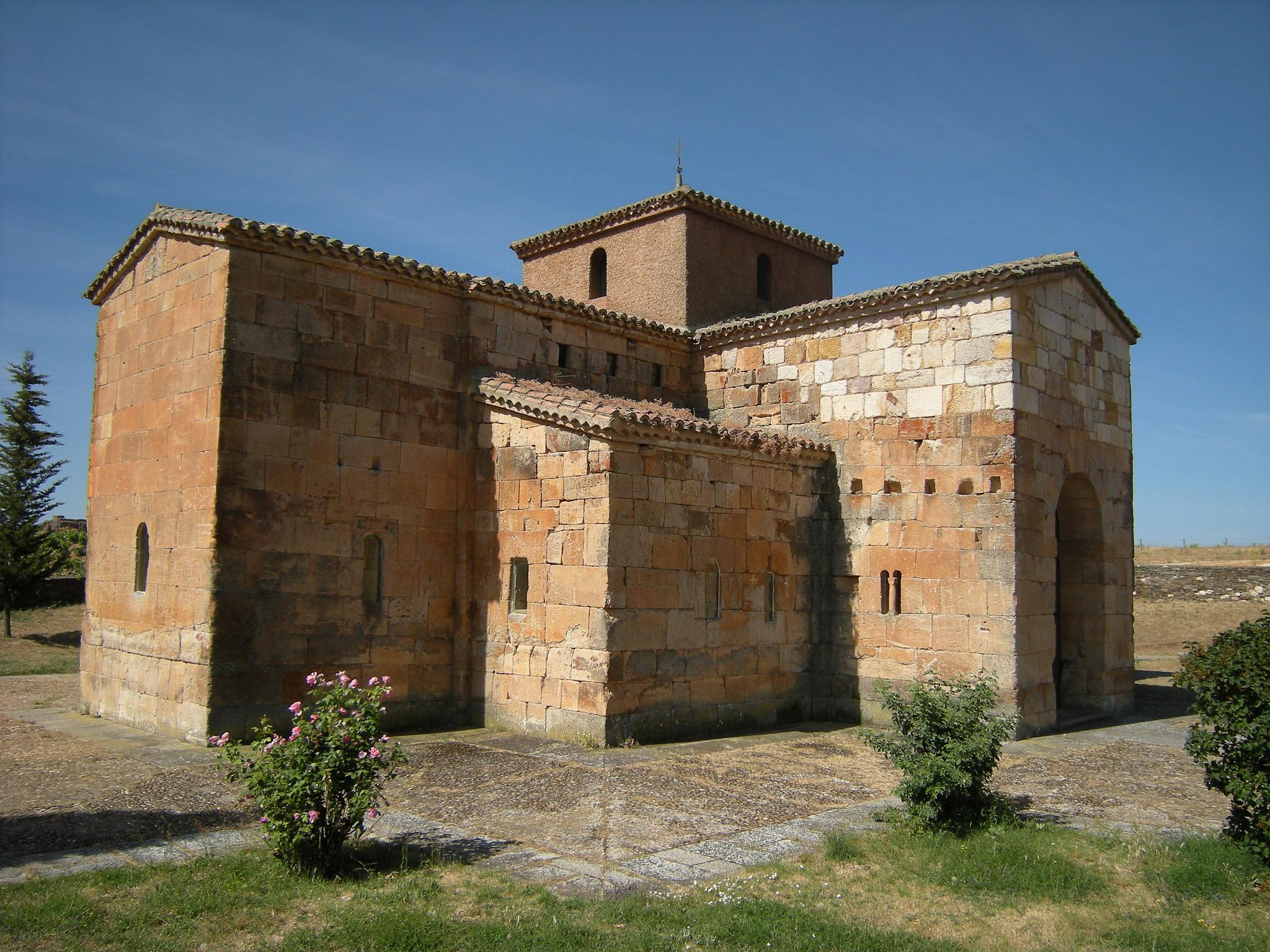
San Pedro de la Nave, Provinz Zamora/Spanien
Ziegelmauerwerk am Baptisterium San Giovanni
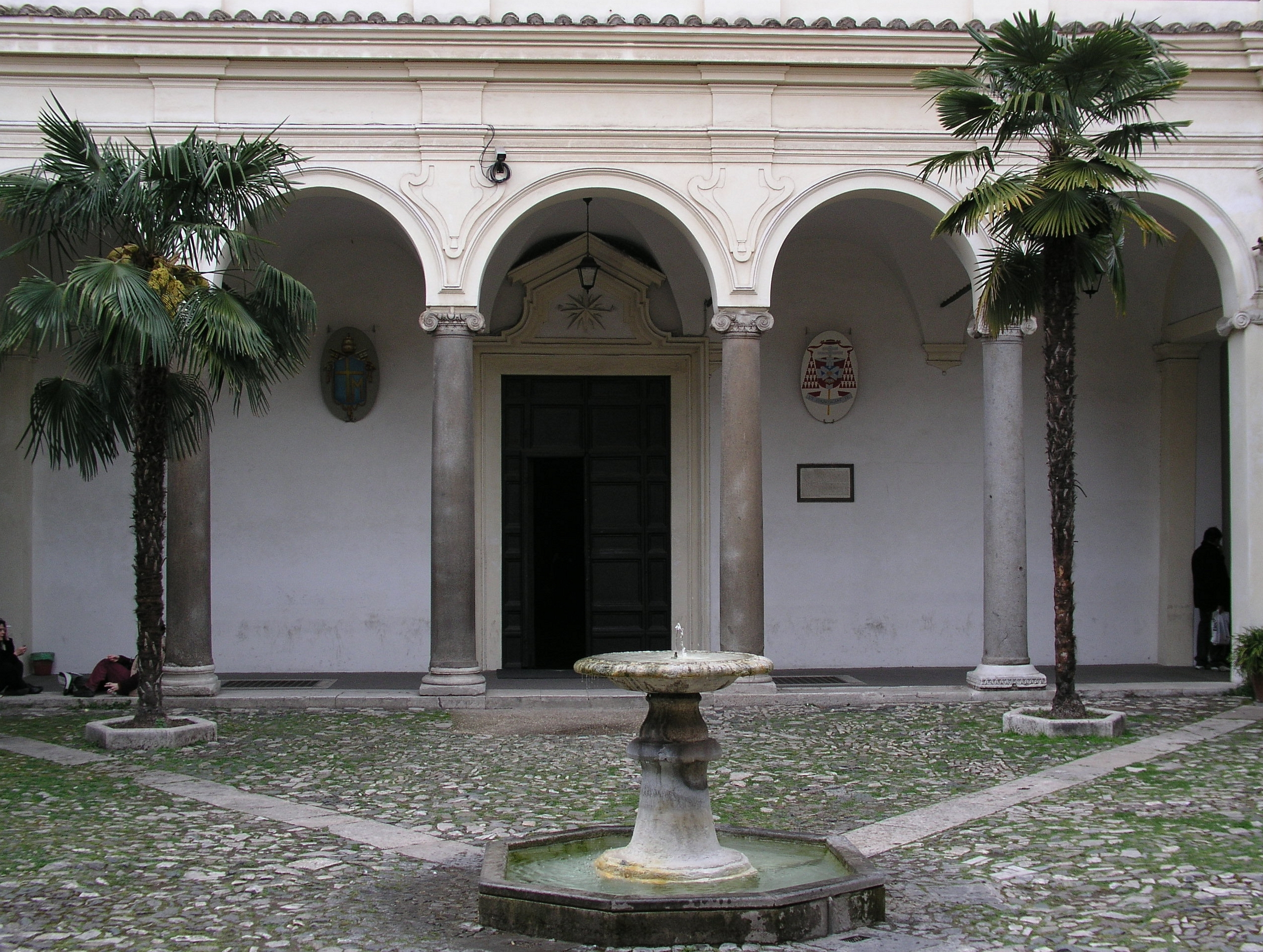
Atrium vor San Clemente (Rom)
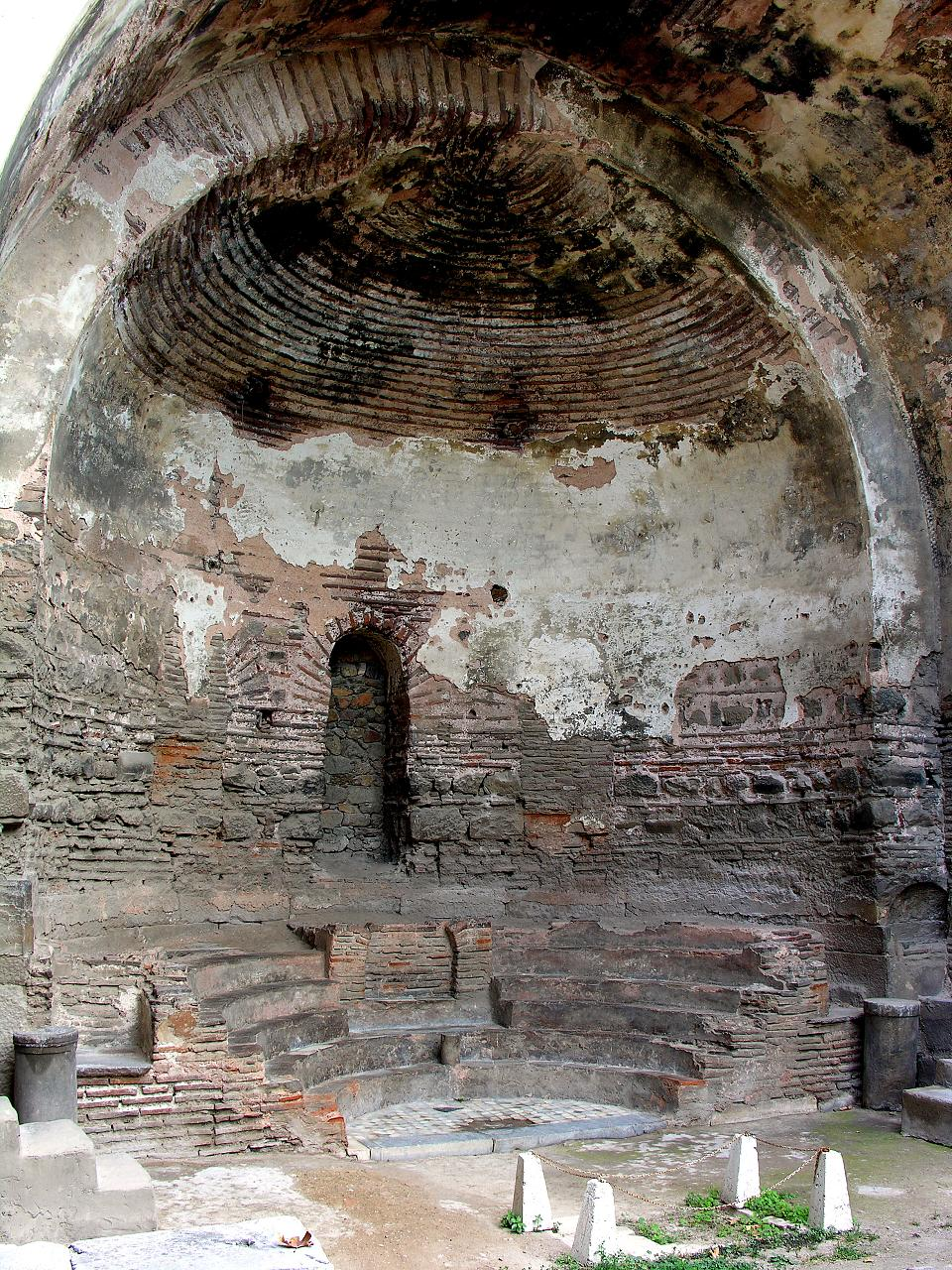
Cathedra in der Hagia Sophia (Nicäa)
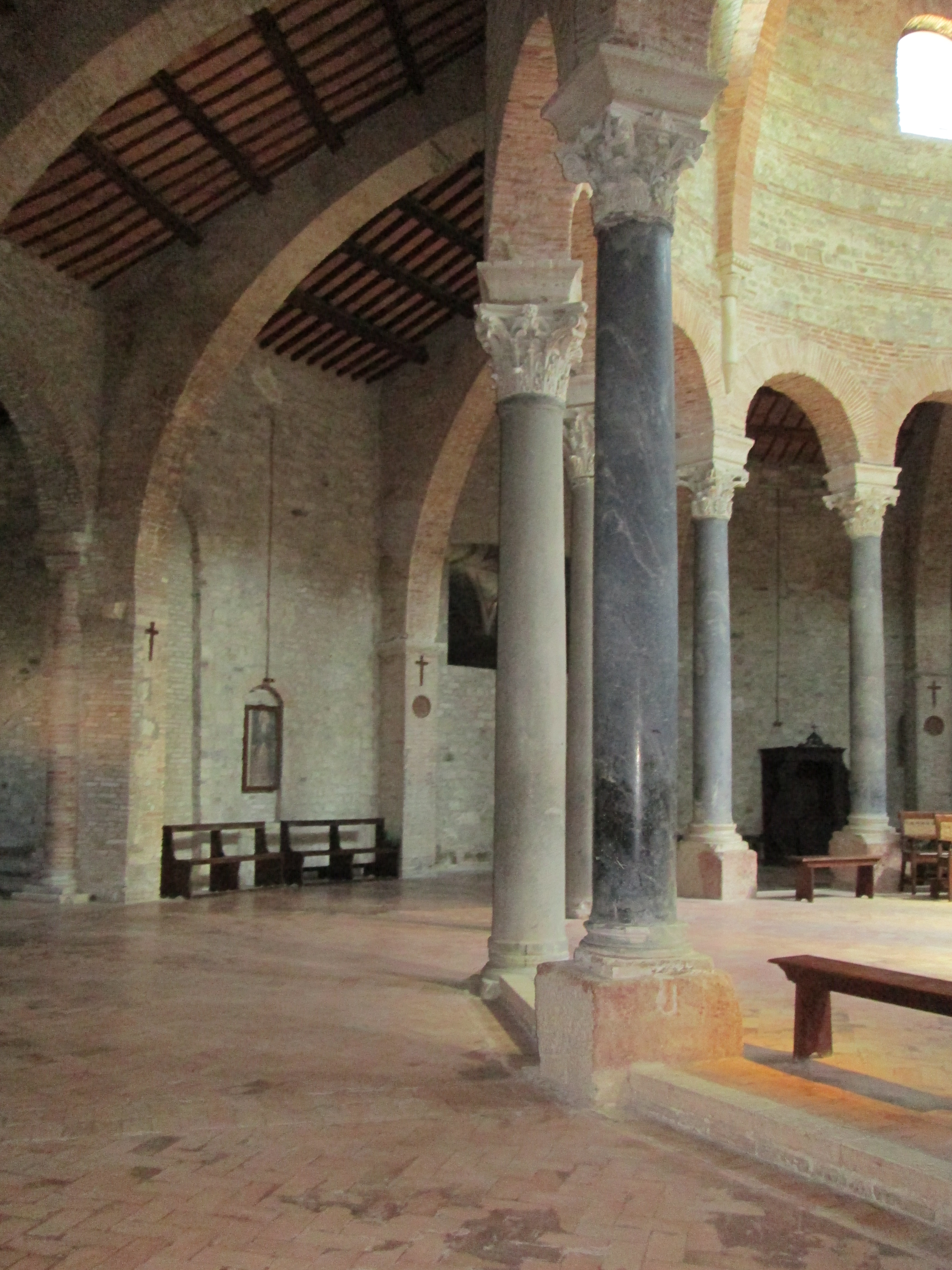
Spolien in der Kirche San Michele Arcangelo (Perugia)
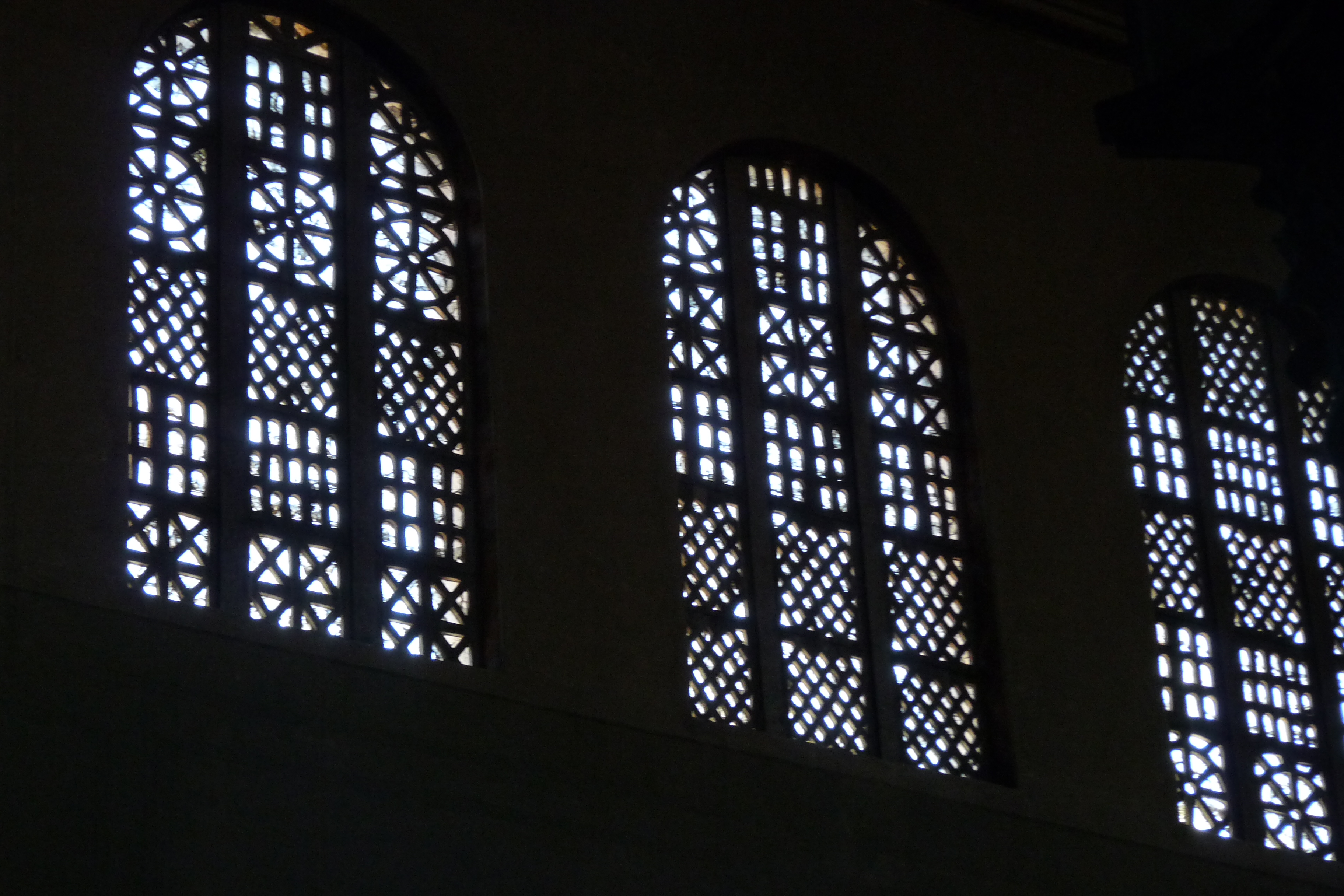
Fenster in Santa Sabina in Rom
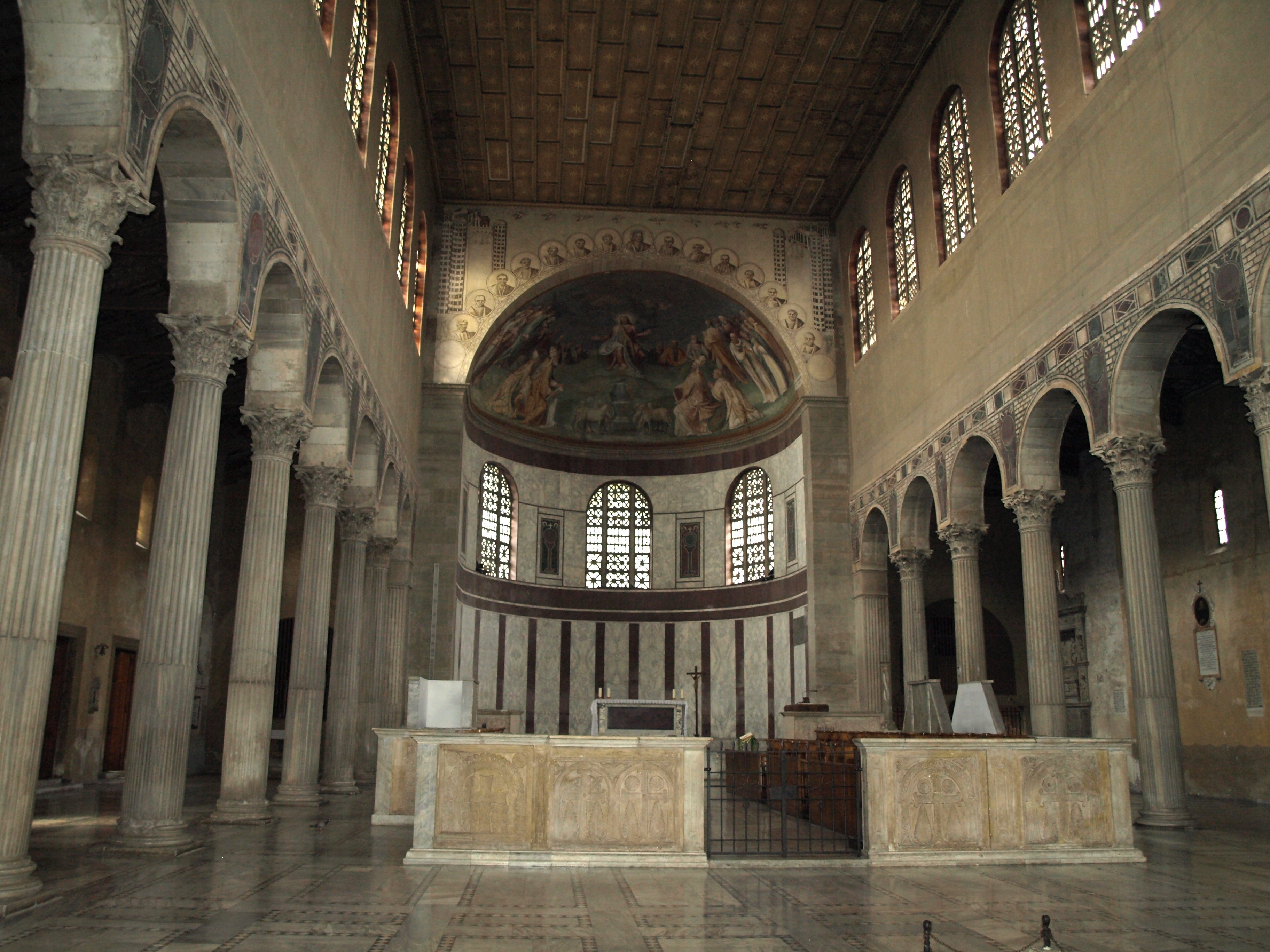
Chorschranken in Santa Sabina in Rom
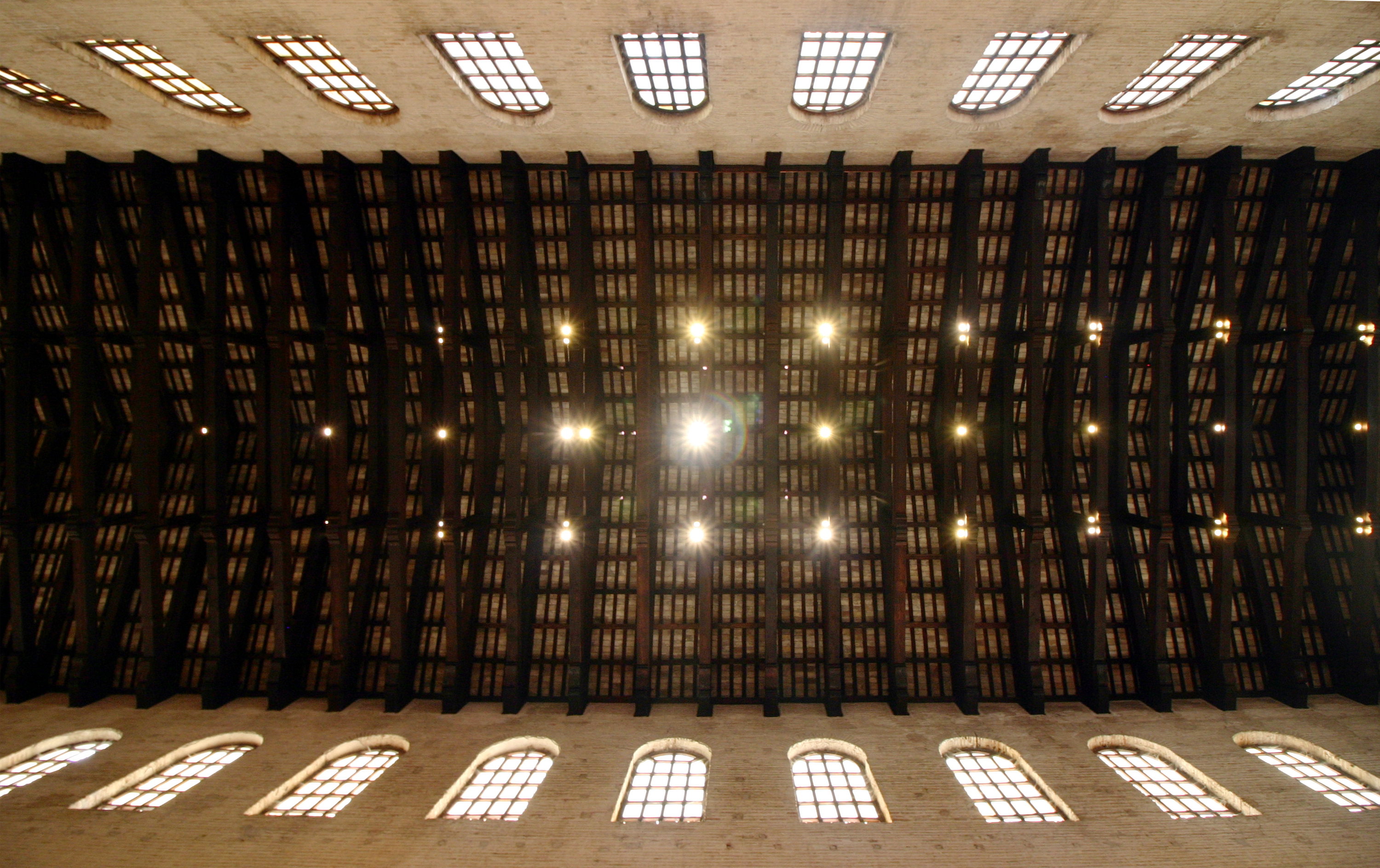
Dachstuhl in Sant’Apollinare in Classe in Ravenna
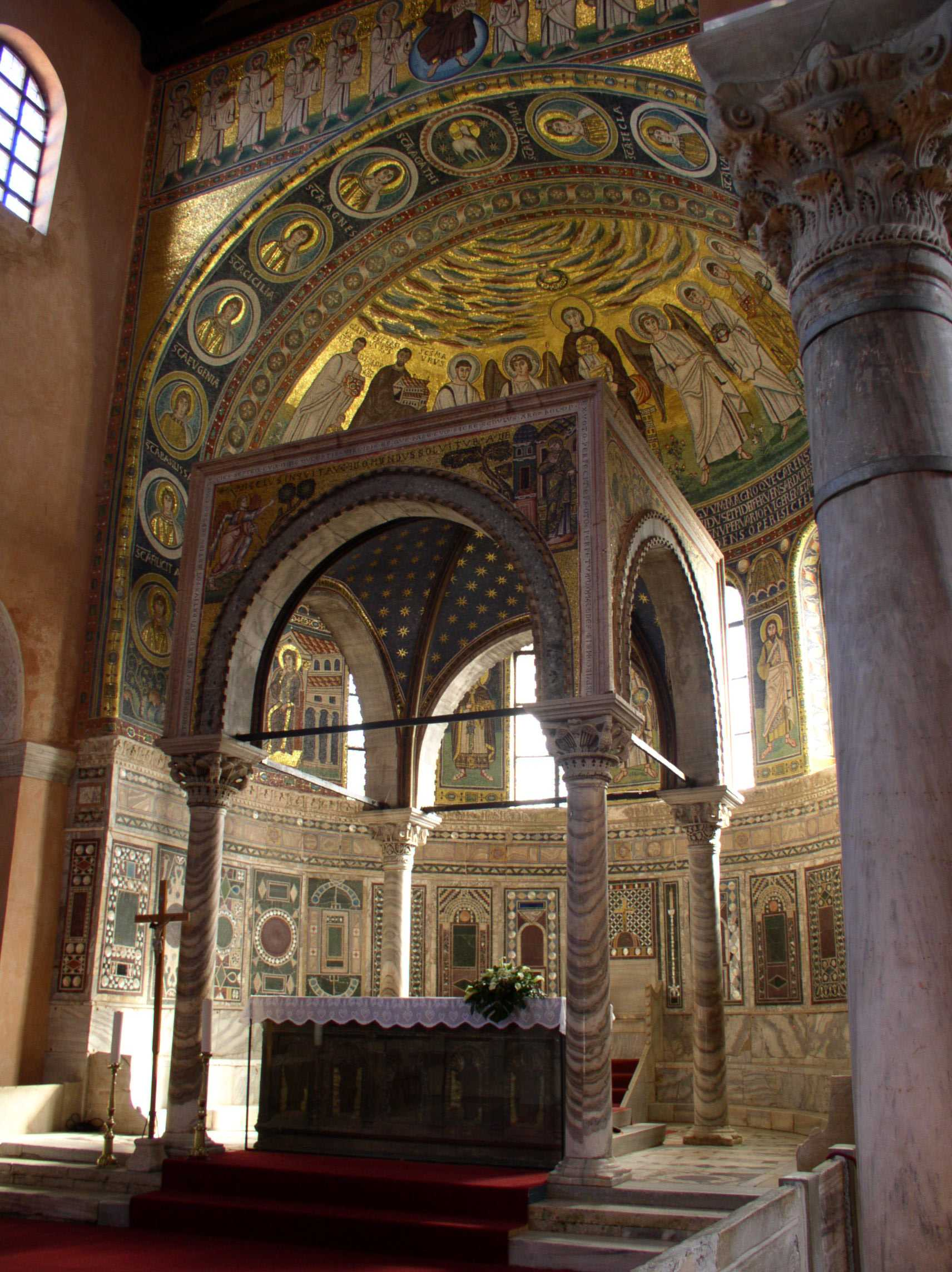
Apsismosaik in der Euphrasius-Basilika in Poreč
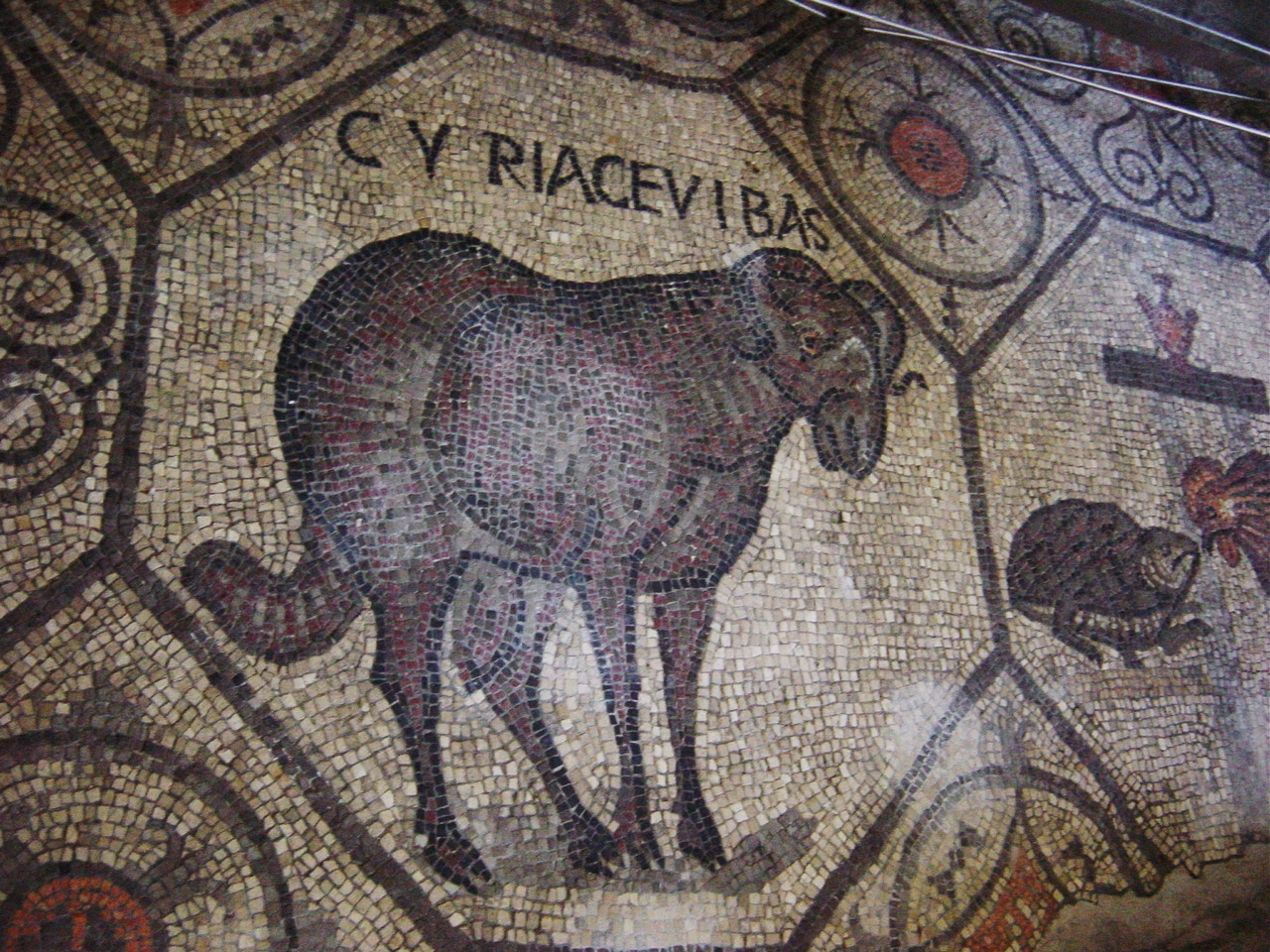
Fußbodenmosaik in Aquileia

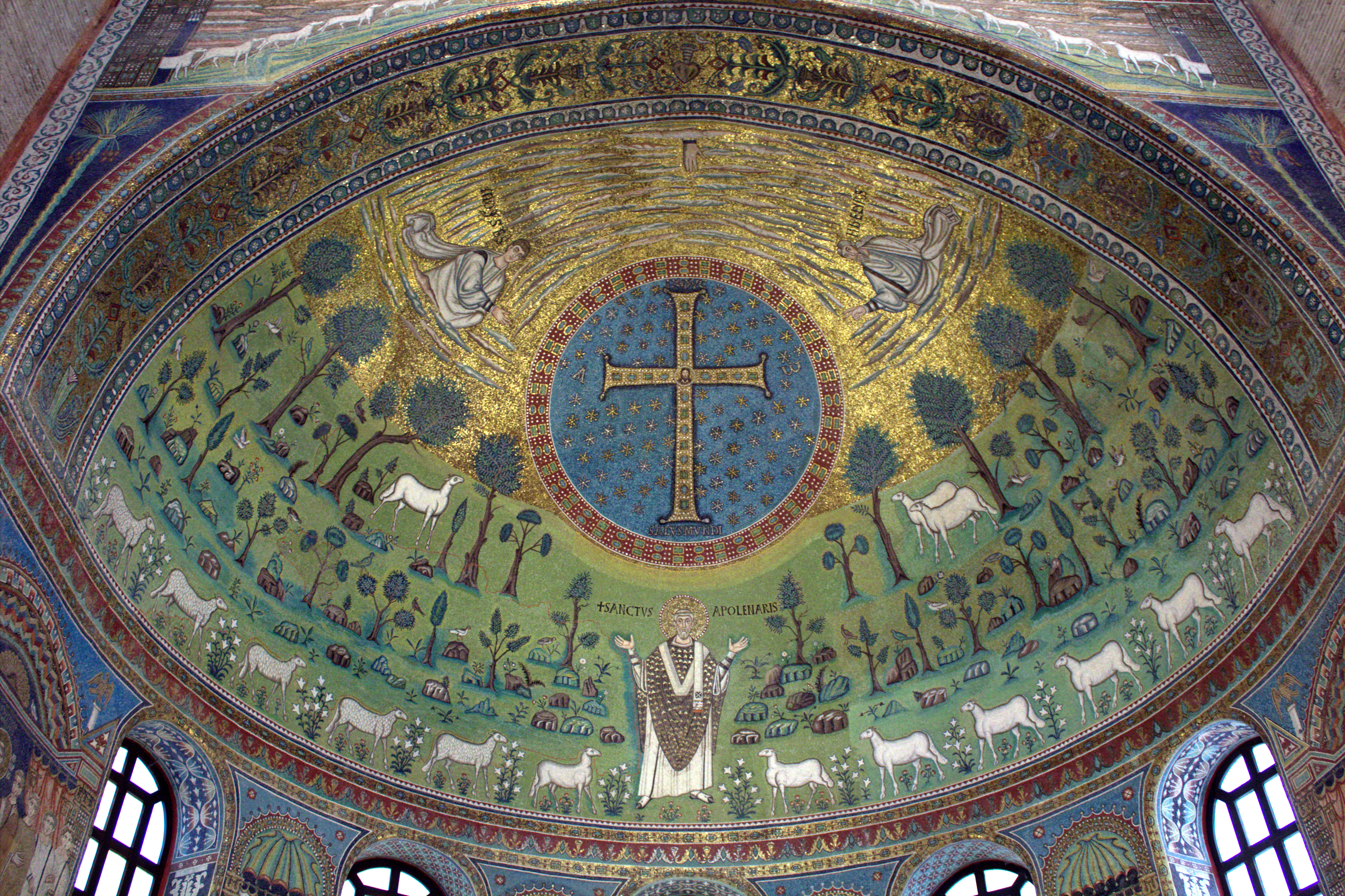
Sant’Apollinare in Classe, Apsismosaik um 549

## Baukunst im byzantinischen Reich
Im Ostreich hingegen lebte die römische in der byzantinischen Kunst fort und erreichte eine neue, lang anhaltende Blüte. Nach der Rückeroberung Italiens durch den oströmischen Kaiser Justinian I. im Jahre 476 gelangte diese Kunst erneut nach Italien, wovon zahlreiche Gebäude vor allem in Ravenna bis heute Zeugnis ablegen.